# Cheval au Moyen Âge
Vous lisez un « article de qualité » labellisé en 2011.
Pour un article plus général, voir Cheval.

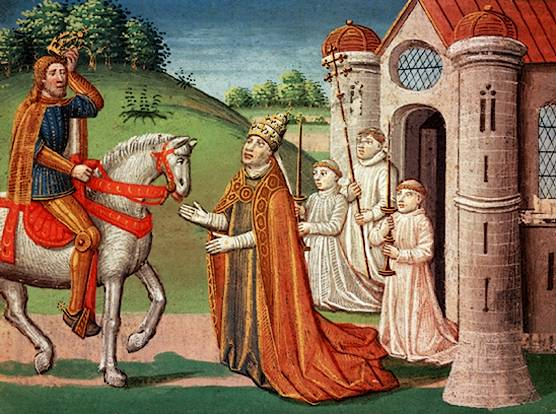
Image du XVe siècle représentant Charlemagne avec un cheval de type médiéval.

Le cheval au Moyen Âge est largement utilisé pour la guerre, le transport, et dans une moindre mesure l'agriculture. Les animaux médiévaux diffèrent par leur conformation et leur élevage du cheval moderne, étant en général de plus petite taille. Des types spécifiques sont développés, dont beaucoup ont disparu. Le destrier, le plus connu de ces chevaux médiévaux, appelle l'image d'un énorme animal bardé de fer, associé à son chevalier en armure complète ; cette représentation stéréotypée ne reflète pourtant que peu la réalité historique.
Les chevaux médiévaux sont rarement différenciés par races, mais sont plus généralement désignés selon leur usage. Ainsi distingue-t-on le « destrier » ou « chargeur » (cheval de guerre), le « coursier » (cheval de vitesse), le « palefroi » (cheval de promenade notamment destiné aux dames), l'« affrus » (cheval de traction), ou encore le sommier ou « cheval de bât ». Ces animaux peuvent être désignés d'après leur lieu d'origine, par exemple « cheval espagnol », mais on ignore toujours si ce terme se référait à une race ou plusieurs.
D'importants progrès techniques, souvent issus de cultures extérieures, permettent des changements majeurs dans l'équipement équestre, à la fois pour la guerre et dans l'agriculture. En particulier, l'amélioration des selles ainsi que l'arrivée de l'étrier, du collier d'épaule et du fer à cheval représentent des avancées significatives dans la société médiévale. Le cheval est à la fois un symbole de prestige, un moyen de déplacement, un animal de travail et un animal de guerre, dont le prix d'achat peut varier considérablement selon l'usage qui en est fait.
Des chercheurs ayant une bonne connaissance des chevaux de races modernes et de l'équitation ont analysé le cheval médiéval à partir de documents écrits et imagés, ainsi que de trouvailles archéologiques, pour obtenir des éléments de preuves. Une difficulté dans l'étude des documents et de la littérature réside dans les langues médiévales, plusieurs mots pouvant désigner une chose ou, inversement, plusieurs objets être décrits par un seul mot. Des mots tels que « destrier » et « coursier » sont utilisés de façon interchangeable, parfois même au sein d'un unique document. Certaines hypothèses et théories développées par les historiens restent en débat, notamment en ce qui concerne les questions relatives à l'élevage et à la taille du cheval.

## Élevage

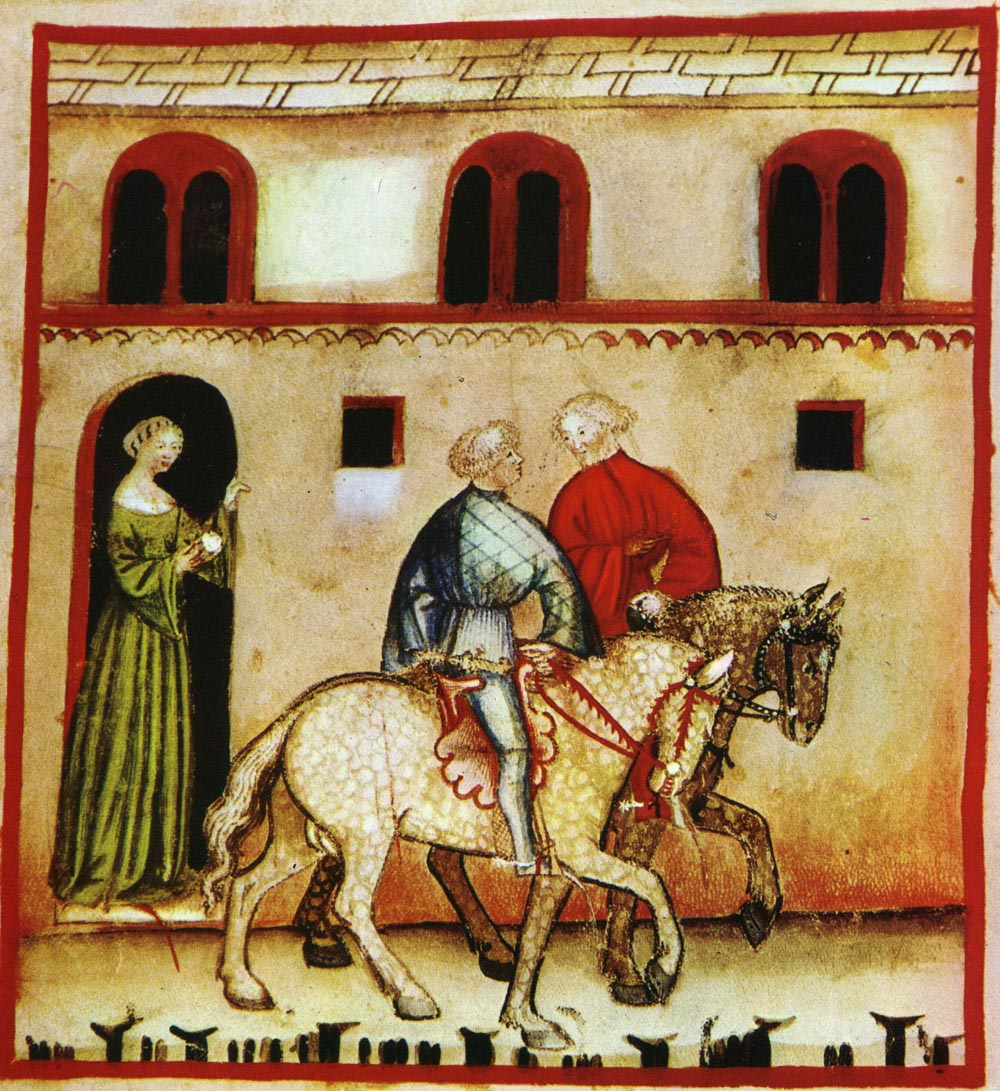
L'équitation. Parchemin italien du XIV.

L'élevage équin médiéval est peu connu, car les sources sont rares ; de plus, on devait encore trouver de grands troupeaux de chevaux sauvages, au moins jusqu'au Xe siècle, ne serait-ce que dans les régions germano-scandinaves. Le rôle des abbayes est déterminant pour la connaissance, grâce aux cartulaires, qui forment la principale source écrite du XIe au XIIIe siècle, avec la littérature courtoise. Elles ne mentionnent pas d'élevage équin sur les terres de l'Église. Il n'est pas exclu que les sources utilisées par les historiens soient orientées, mais cette absence de mention de l'élevage par l'Église peut aussi suggérer que les chevaux soient élevés exclusivement dans les réserves seigneuriales, ce qui semble cohérent avec leur statut d'animal de prix utilisé par l'aristocratie. D'abord réservé aux élites, le cheval se répand progressivement dans des couches plus populaires de la société médiévale. Au XIIIe siècle, les classes moyennes semblent fréquemment en posséder.

### Haut Moyen Âge

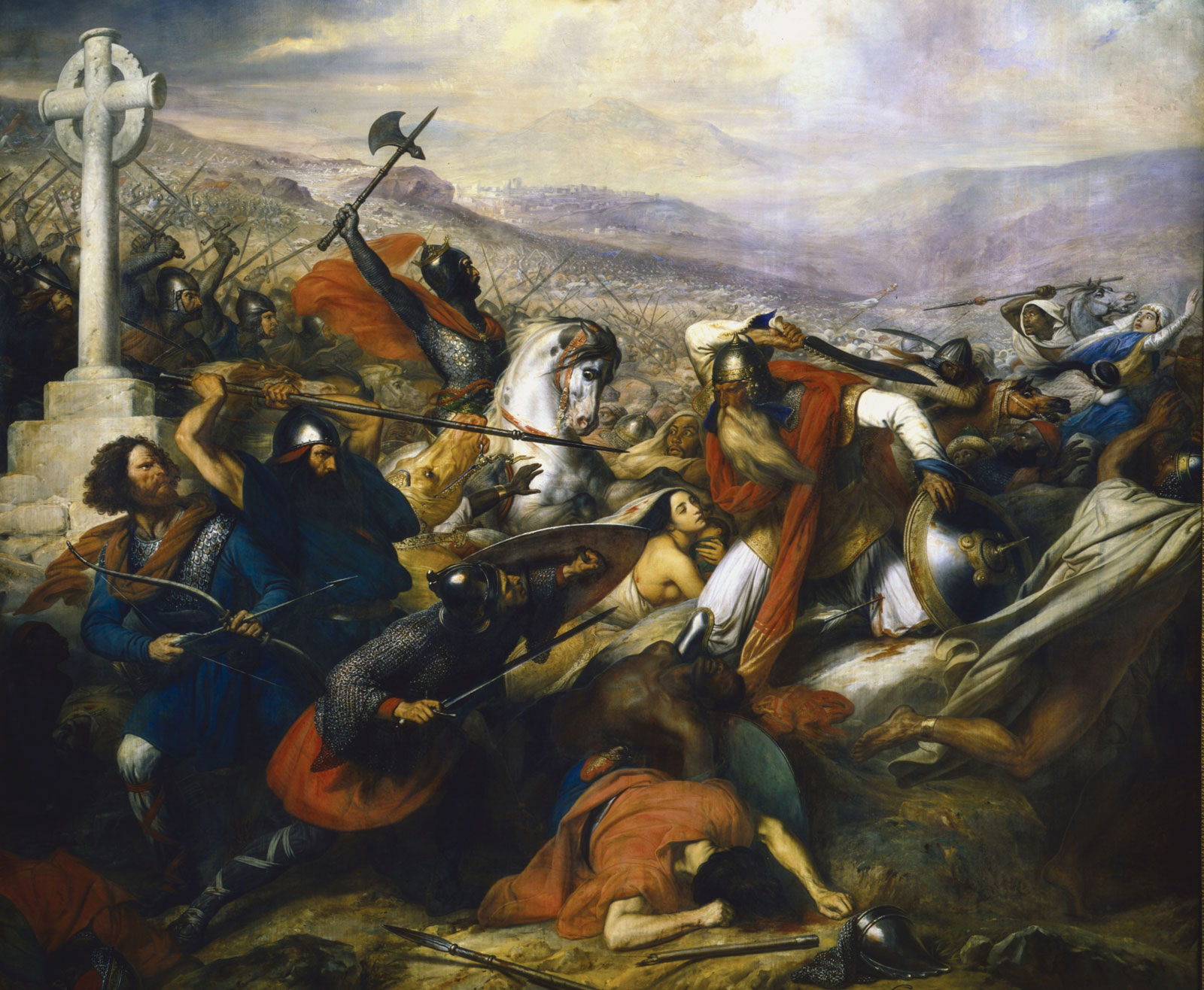
La victoire de Charles Martel durant la bataille de Poitiers, en octobre 732, aurait permis aux Francs de capturer des chevaux de grande valeur. Peinture de Charles de Steuben, conservée au musée du château de Versailles.

Au cours du déclin de l'Empire romain et du Haut Moyen Âge, la qualité des chevaux utilisés pour la reproduction durant la période classique se dégrade en raison de l'élevage incontrôlable, et le cheptel doit être reconstitué à nouveau au cours des siècles suivants. En Europe de l'Ouest, les raisons semblent imputables aux éleveurs anglo-saxons et scandinaves, qui utilisent les chevaux uniquement pour le transport et ne se soucient pas de leur qualité. Les Anglo-Saxons notamment utilisent peu le cheval.
Il y a toutefois des exceptions. Au VIIe siècle, le royaume mérovingien a toujours gardé au moins un centre d'élevage de chevaux en activité. Les Espagnols ont également conservé de nombreux chevaux de qualité, en partie en raison de la réputation historique de la région comme terre d'élevage, mais aussi de l'influence culturelle liée à la conquête islamique de la péninsule Ibérique, entre les VIIIe et XVe siècles. La France donne naissance à de bons chevaux de guerre, certains chercheurs attribuant ce succès à la société féodale, mais également à l'influence historique des traditions romaines en matière d'élevage de chevaux, préservées par les Mérovingiens. Des bêtes de grande valeur, au sang espagnol et oriental, sont capturées à la suite de la victoire de Charles Martel sur l'islam des Omeyyades - envahisseurs - à la bataille de Poitiers en 732, et ajoutées au cheptel. Par la suite, les Croisés côtoient des chevaux turcs et arabes et les ramènent en France, tandis que des routes d'importation de ces chevaux se créent avec l'Espagne.

### Élevage des chevaux de guerre

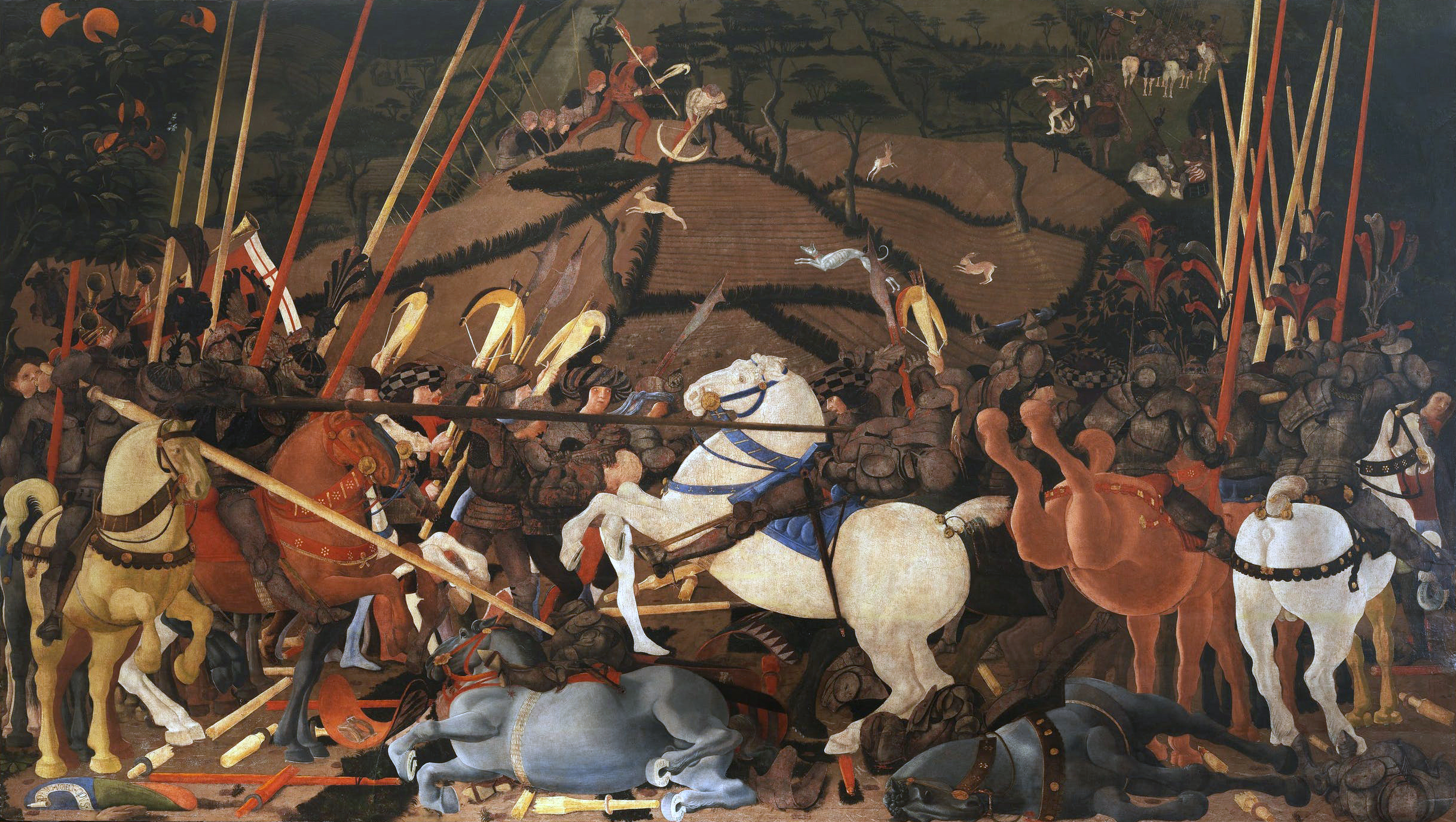
Cette scène de bataille du XVe siècle peinte par Paolo Uccello montre le type puissant des chevaux de bataille.

Les origines du cheval de guerre médiéval sont obscures. On pense qu'il a du sang barbe et arabe par l'intermédiaire du genet d'Espagne, animal précurseur du Frison et des chevaux andalous. Il est également possible que des bêtes d'origine orientale (peut-être semblables aux turkomans d'Iran et d'Anatolie, ramenées des croisades) aient influencé le cheptel. Quelle que soit leur origine exacte, les chevaux espagnols sont réputés les plus efficaces et les plus coûteux. En Allemagne, le terme de spanjol est utilisé pour décrire les qualités des chevaux de guerre ; toutefois, les sources littéraires en allemand pourraient également désigner des chevaux en provenance de Scandinavie. Par la suite, les Carolingiens commencent à augmenter leurs effectifs en cavalerie lourde, ce qui aboutit à la saisie de terres (pour la production fourragère), et à un changement dans les tributs prélevés pour financer l’élevage des chevaux de guerre, destinés à être utilisés pour protéger les vassaux. Cet élevage du cheval de guerre par les puissants (la possession d'un cheval et d'armes étant indissociable de la noblesse) conduit à des abus. Ainsi, au IXe siècle, ils passent à travers champs sur leurs chevaux, dévastant les prés et les cultures. Il n'est pas rare que ces mêmes nobles réclament ensuite aux paysans du fourrage pour leurs chevaux une fois l'hiver venu.

### Programmes d'élevage et lignées
L'importance de l'élevage des chevaux pour accroître les succès guerriers commençant à se faire connaître, les programmes d'élevage se multiplient. Beaucoup de ces changements sont dus à l'influence de la culture islamique, à la fois par les croisades et les invasions arabes de l'Espagne. Les Arabes veillent au pedigree de leurs chevaux de race barbe et arabe par le biais d’une tradition orale. Quelques-uns des premiers pedigrees consignés par écrit dans l’histoire de l’Europe sont tenus à jour par les moines chartreux, qui figurent aussi parmi ceux qui élèvent le genet d’Espagne. Parce qu’ils savent lire et écrire, ils ont la responsabilité de l’élevage des chevaux par certains membres de la noblesse, en particulier en Espagne. Ces pedigrees écrits pour certaines races des chevaux existent depuis environ 1330. En Angleterre, les chevaux de selle comme de bataille sont prélevés dans les landes où vivent des poneys sauvages, rassemblés chaque année par les éleveurs (y compris les cisterciens), et utilisés comme chevaux de selle ou de cavalerie légère. L’une de ces races est le fell, qui a des ancêtres communs avec le cheval frison. En France et à partir du XIIIe siècle, des chevaux dits « Norrois » sont importés de Frise, région alors réputée pour la qualité de son élevage. Ils servent généralement de palefrois. Au XIVe siècle, les papes d'Avignon prisent fort les chevaux espagnols qu'ils importent en grand nombre si bien qu'un commerce florissant se crée entre l'Aragon et le Languedoc. À la fin du Moyen Âge, l'Auvergne est une importante région d'élevage équin, et exporte sa production vers la Méditerranée.

### Héritage de l'élevage médiéval
Il est difficile de savoir ce qu’il est advenu du destrier quand les lignées de chevaux de cavalerie lourde disparaissent des registres au cours du XVIIe siècle. Beaucoup de races modernes sont réputées directement issues du « Great horse ». Certains historiens qui examinent des chevaux de races comme le Percheron, le Trait belge et le Suffolk Punch, assurent qu'ils sont probablement les descendants des destriers. Toutefois, d'autres historiens réfutent cette théorie car les sources médiévales suggèrent que le cheval de guerre fut d'un tout autre « type » que le cheval de trait moderne. Cette théorie suggère que ces chevaux abandonnés comme montures de guerre furent absorbés, croisés et métissés avec les chevaux dits à sang froid utilisés pour le travail. Les destriers, en particulier, étaient réputés pour leur sang chaud.
Quelques races de chevaux modernes ont subi peu (ou pas) de croisements depuis l'époque médiévale et revendiquent, de ce fait, une importante proximité avec leurs ancêtres. C'est le cas de l'islandais, qui est de race pure depuis l'an 982.

## Types de chevaux
Tout au long de la période médiévale, les chevaux sont rarement décrits par leur race mais plutôt par type, selon leur objectif ou leurs attributs physiques. Bon nombre de définitions sont interchangeables. Avant le XIIIe siècle, peu de généalogies sont écrites. Ainsi, de nombreux termes utilisés pour les chevaux au Moyen Âge ne décrivent pas des races telles que nous les connaissons, mais plutôt l'apparence ou le but de l'animal.
De manière générale, le type du cheval reflète la richesse de son utilisateur : un seigneur ne monte jamais le même type d'animal que celui que les paysans utilisent à la charrue, à la charrette, ou pour porter les produits sur les foires. La qualité et le prix du cheval sont proportionnels à la « qualité » de l'utilisateur.

### Pour la guerre
La principale utilisation du cheval est militaire, l'animal permettant au cavalier de se déplacer plus rapidement et de frapper plus efficacement avec davantage d'élan, mais aussi de dominer les hommes à pied et de les frapper de haut en bas, avec une efficacité accrue. L’un des chevaux les plus connus est le destrier, réputé et admiré pour ses capacités en temps de guerre. Il doit être bien formé, solide, rapide et agile. Au XIVe siècle, les auteurs les décrivent comme « grands et majestueux, dotés d'une grande force ». Dans les sources médiévales, le destrier est souvent mentionné comme le Great horse (« Grand cheval ») en raison de sa taille et de sa réputation. Cela ne donne pas d'informations solides sur sa taille ou son poids, mais la taille moyenne des chevaux de l'époque est de 1,20 m à 1,40 m, ce qui rend ce « grand cheval » médiéval bien petit à nos yeux. Le destrier est très prisé des chevaliers et des hommes d’armes, mais peu commun. Il semble avoir été la monture la plus adaptée aux joutes.

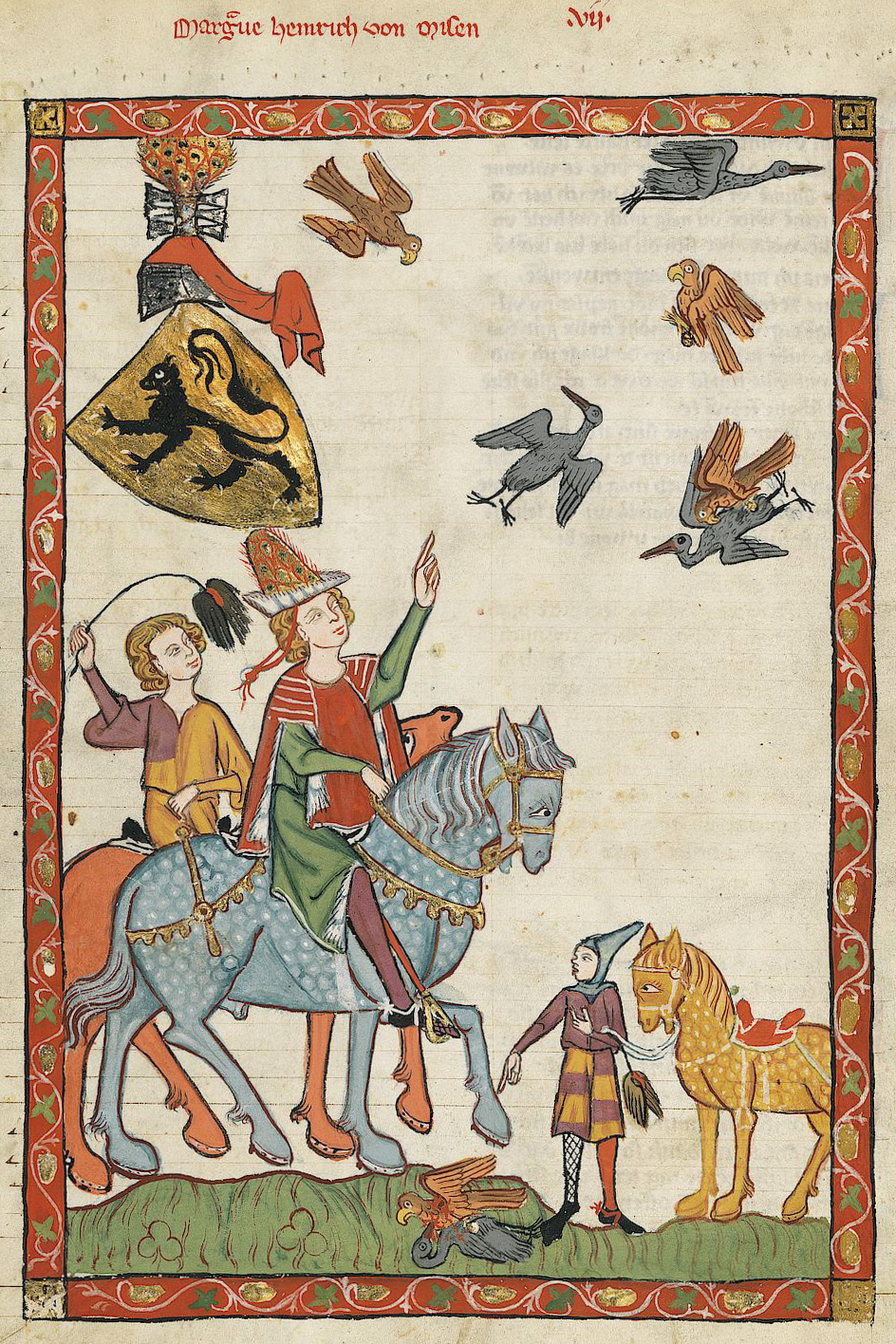
Fauconnerie à cheval au Moyen Âge. Les montures semblent être des palefrois de type genêt d’Espagne. Codex Manesse.

Les coursiers sont généralement préférés pour les rudes batailles car ils sont légers, rapides et puissants. Ils sont précieux, mais pas aussi coûteux que le destrier, et fréquemment utilisés pour la chasse.

### Pour l'équitation
Le beau palefroi, dont le prix équivaut à celui d’un destrier, est populaire auprès des nobles et des chevaliers de très haut rang pour l’équitation, la chasse et les cérémonies. L’amble est une allure recherchée chez un palefroi, permettant de couvrir rapidement de longues distances dans un confort relatif. La haquenée est un cheval ou plus fréquemment une jument d'allure douce, allant ordinairement l'amble, que montent le plus souvent les dames.

### Roussins
Le cheval le plus utilisé est le roussin, ou roncin, qui peut être considéré comme un cheval d’équitation et de formation à la guerre. Il est couramment monté par les châtelains, les hommes d'armes, et les plus pauvres chevaliers. Un riche chevalier confie des roussins à sa suite. Parfois, la guerre dicte le choix du cheval, ainsi, quand un appel à la guerre est envoyé en Angleterre en 1327, des roussins sont expressément demandés pour la poursuite rapide, plutôt que les destriers. Les roussins sont parfois utilisés comme chevaux de bât, mais jamais comme chevaux d’attelage.

#### Races populaires

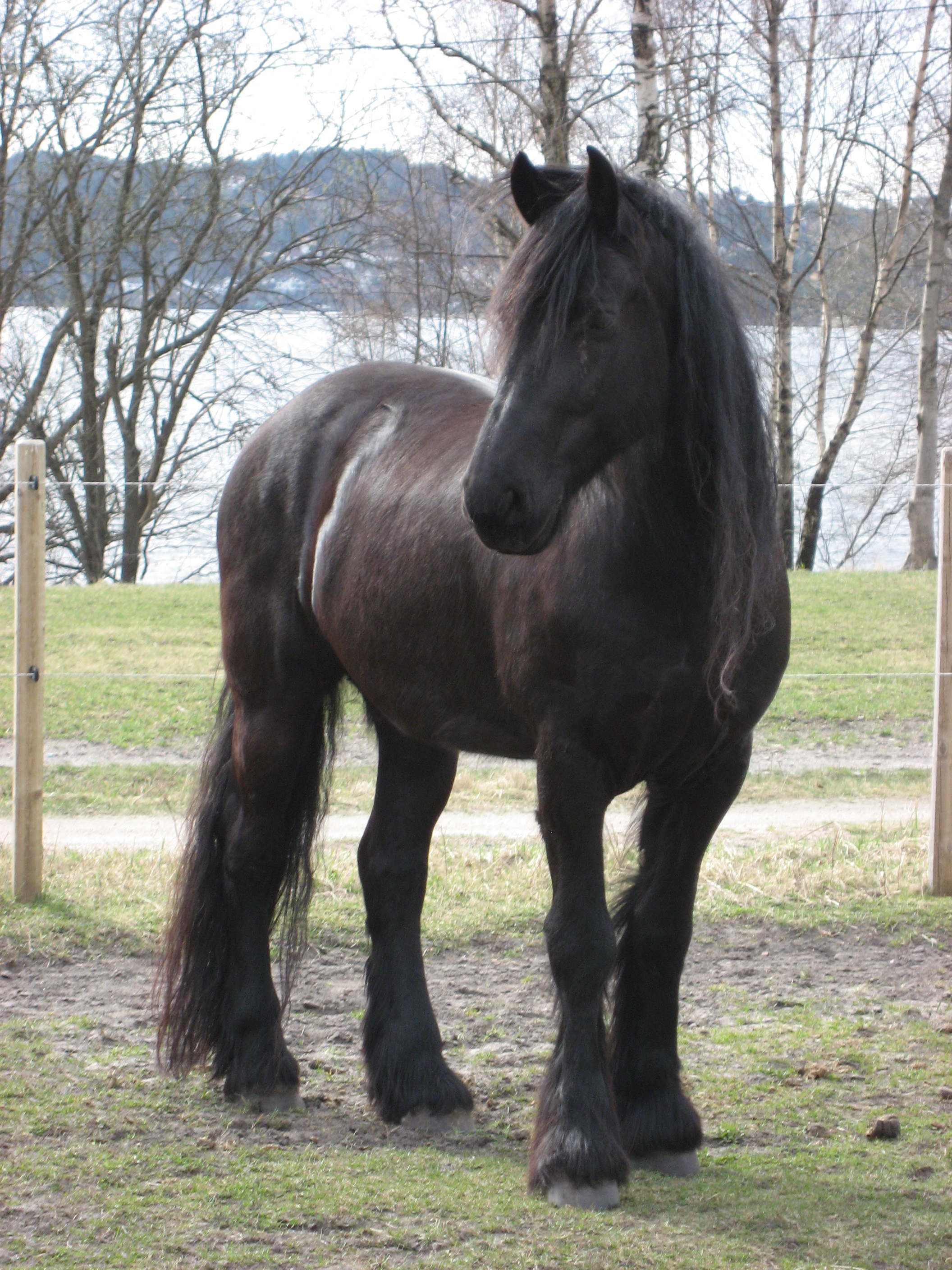
Les ancêtres du cheval de Frise, ou frison, ont participé aux croisades et sont importés en France au XIII.

Quelques races présumées sont mentionnées dans les documents médiévaux. Ainsi, le genet d'Espagne, petit cheval issu de barbes et d'arabes, semble avoir été un palefroi très populaire. Sa nature calme, sa fiabilité ainsi que sa taille ont fait son succès en tant que « cheval des dames », mais il est aussi utilisé par la cavalerie espagnole. Le Frison (ou cheval de Frise), prisé pour les batailles, semble avoir participé aux croisades et reçu des apports de sang étranger à la même époque,. Cette information est toutefois à nuancer, puisque le modèle actuel du Frison résulte pour beaucoup de l'occupation espagnole des Flandres, à la fin du XVIe siècle
L'Irish Hobby, cheval léger d'environ 1,30 m à 1,40 m, est développé en Irlande à partir de chevaux barbes ou libyens. Ce type de cheval agile et rapide est populaire pour le combat, souvent monté par la cavalerie légère. Il est également connu sous le nom de Hobelar, l’un de ses plus proches parents modernes est le poney Connemara. Ces chevaux sont utilisés avec succès par les deux camps au cours des guerres d'indépendance de l'Écosse. Édouard Ier d'Angleterre tente de tirer profit des exportations de chevaux en Écosse. Robert Ier d'Écosse emploie le hobby pour la guérilla montée, couvrant de 95 à 110 km par jour.
Le cheval navarrin, disparu au XIXe, était semble-t-il réputé comme genet, vigoureux et agile, quoique moins robuste que les palefrois. Les genets français du Moyen Âge semblent ainsi avoir été des chevaux navarrins plutôt que des espagnols.

## Le cheval et la guerre

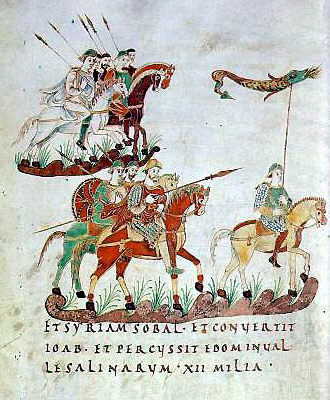
Cavalerie franque à l'époque carolingienne.

Alors que la cavalerie légère est utilisée pour la guerre sur de nombreux siècles, seule l’époque médiévale voit la montée en puissance de la cavalerie lourde, et en particulier des chevaliers en Europe occidentale. Les historiens ne savent pas de quand datent les premières utilisations de la cavalerie lourde, mais ce type d’unité devient très répandu dès le milieu du XIIe siècle. Les batailles rangées sont évitées, si possible, et les guerres prennent une forme plus offensive au début du Moyen Âge, celle de sièges ou de raids rapides nommés des chevauchées, où les guerriers légèrement armés harcèlent l'ennemi sur des chevaux rapides pendant que les chevaux de guerre lourds restent en toute sécurité dans l’écurie. Les batailles rangées sont parfois inévitables, mais rarement menée par la cavalerie lourde. Alors que les chevaux restent initialement montés pour que leurs cavaliers attaquent, au XIVe siècle, il devient fréquent que les chevaliers descendent de selle pour aller au combat. Les chevaux sont alors renvoyés à l’arrière, et tenus prêts à la poursuite.

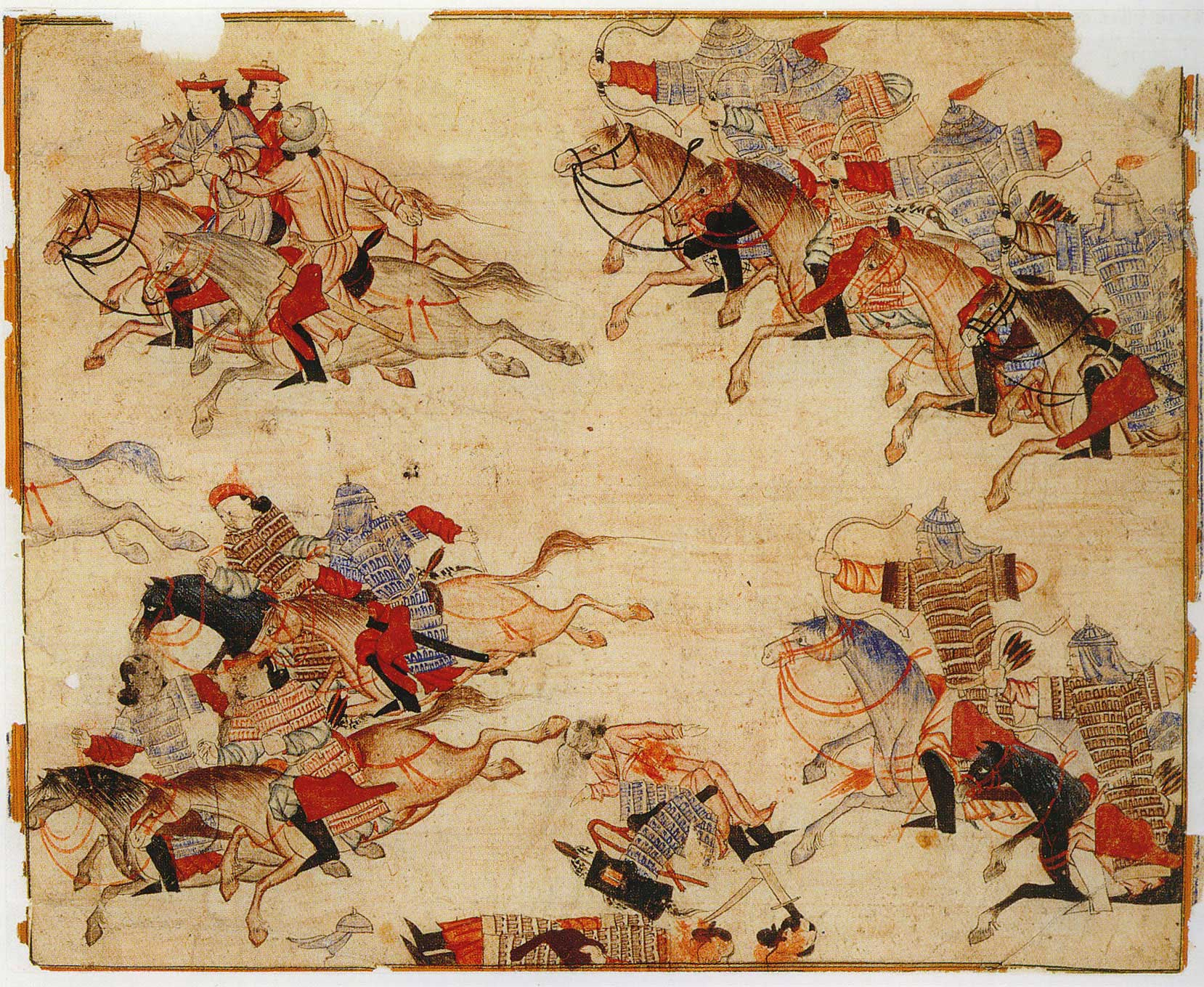
Archers à cheval (probablement des Mongols) sur un parchemin du XIVe siècle.

Lors des guerres qui voient s'affronter différents peuples, de nombreux styles d'équitation et des utilisations militaires variées du cheval se côtoient. Si la cavalerie lourde forme l'élite des armées occidentales, notamment en France, les armées des Arméniens, Bulgares, Hongrois, Mongols et Turcs, entre autres, emploient surtout des archers montés. Grâce à l'utilisation de l'arc composite et de petits chevaux rapides, ils dominent les terres qu'ils conquièrent avec leurs troupes légères et mobiles. Les armées de Gengis Khan, exclusivement composées de cavaliers, terrorisent les peuples d'Europe occidentale au XIIIe siècle. Les armées arabes, qui ne comportent quasiment que des cavaliers, conquièrent l'Europe par le sud. Ils portent des armures et armes légères, et utilisent également l'arc.
Durant le bas Moyen Âge (1300-1550), les grandes batailles deviennent plus courantes, probablement en raison de la réussite des tactiques d'infanterie et de la modernisation de l'armement médiéval. Ces techniques nécessitent pour le cavalier de mettre pied à terre et le rôle du cheval de guerre change lui aussi. Au XVIIe, les chevaux de charge médiévaux appartiennent au passé et sont remplacés par des chevaux légers sans armure. Tout au long de cette période, les chevau-légers, ou prickers, sont utilisés pour le pistage et la reconnaissance. Des chevaux de trait, ou des bœufs, sont utilisés pour tirer les premiers canons lourds. D’autres chevaux tirent les wagons et transportent des fournitures pour les armées.

### Tournois et joutes

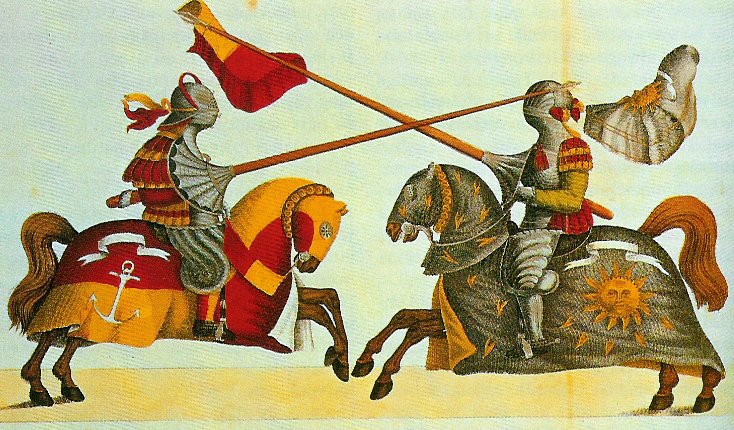
Joute équestre en Bavière au XVe siècle.

Les tournois et les jeux guerriers commencent au XIe siècle. Il s’agit à la fois d’un sport et d’une formation au combat. Habituellement, ils prennent la forme d’une mêlée, les participants utilisent des chevaux, des armures et des armes de guerre. Au XVe siècle, l’art de la joute équestre devient très sophistiqué. Durant le processus, l’apparat et la spécialisation sont devenus moins guerriers, peut-être en raison de l’évolution du rôle du chevalier dans la guerre.
Des chevaux sont élevés spécialement pour la joute, et des armures lourdes mises au point pour eux. Toutefois, cela n’a pas nécessairement amené à élever des chevaux de plus grande taille. Les chevaux utilisés pour les reconstitutions mesurent 1,50 m à 1,60 m et pèsent environ 500 kg, ils sont parfaitement à l’aise pour la joute.

### Types de chevaux de guerre

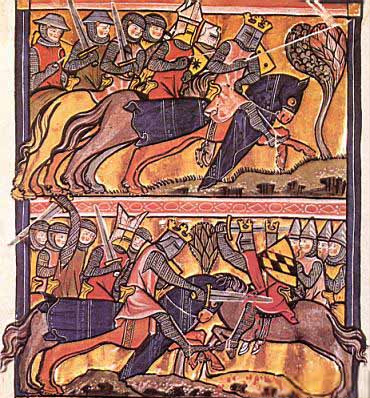
Ce manuscrit du XIIIe siècle montre des chevaux bien petits par rapport à leurs cavaliers. Notez les jambes de ces derniers qui descendent largement au-dessous du corps des chevaux.

Le cheval le plus connu au Moyen Âge est le destrier, réputé pour le transport des chevaliers sur les champs de bataille. Cependant, la plupart des chevaliers et des hommes d’armes montent de petits chevaux connus sous le nom de coursiers et de roncins (ou roussins). Un nom générique utilisé pour décrire les chevaux durant les guerres médiévales est chargeur ou cheval de charge. En Espagne, le genêt est utilisé par la cavalerie légère.

#### Choix et coût
Les étalons sont le plus souvent utilisés comme montures de guerre en Europe, en raison de leur agressivité et de leurs tendances à avoir le sang chaud. Au XIIIe siècle, un manuscrit dit que les destriers sont dressés à « mordre et donner des coups de pied » sur le champ de bataille, et au cœur des conflits, ces chevaux se seraient souvent combattus entre eux. Toutefois, l’utilisation des juments pour la guerre ne peut être réduite à de simples références littéraires, celles-ci sont préférées comme cheval de bataille par les Maures, les envahisseurs islamiques qui attaquent plusieurs nations européennes de 700 au XVe siècle.
Les chevaux de guerre sont nettement plus chers que les autres, les destriers semblent avoir formé le type le plus prisé mais les chiffres varient fortement d’une source à l’autre. Les destriers auraient une valeur allant de sept fois le prix d’un cheval ordinaire à sept cents fois. Le roi Venceslas II de Bohême possédait un cheval « évalué à un millier de Marks » en 1298. Un document de 1265 mentionne qu’un châtelain français ne peut pas dépenser plus d’une vingtaine de marks pour un roncin. Les chevaliers possèdent au moins un cheval de bataille, un cheval de selle et un de bât, quelques sources de la fin du Moyen Âge mentionnent que des chevaliers montent vingt-quatre chevaux différents sur une campagne mais cinq chevaux est peut-être la moyenne.

#### Controverses pour la taille des chevaux de guerre

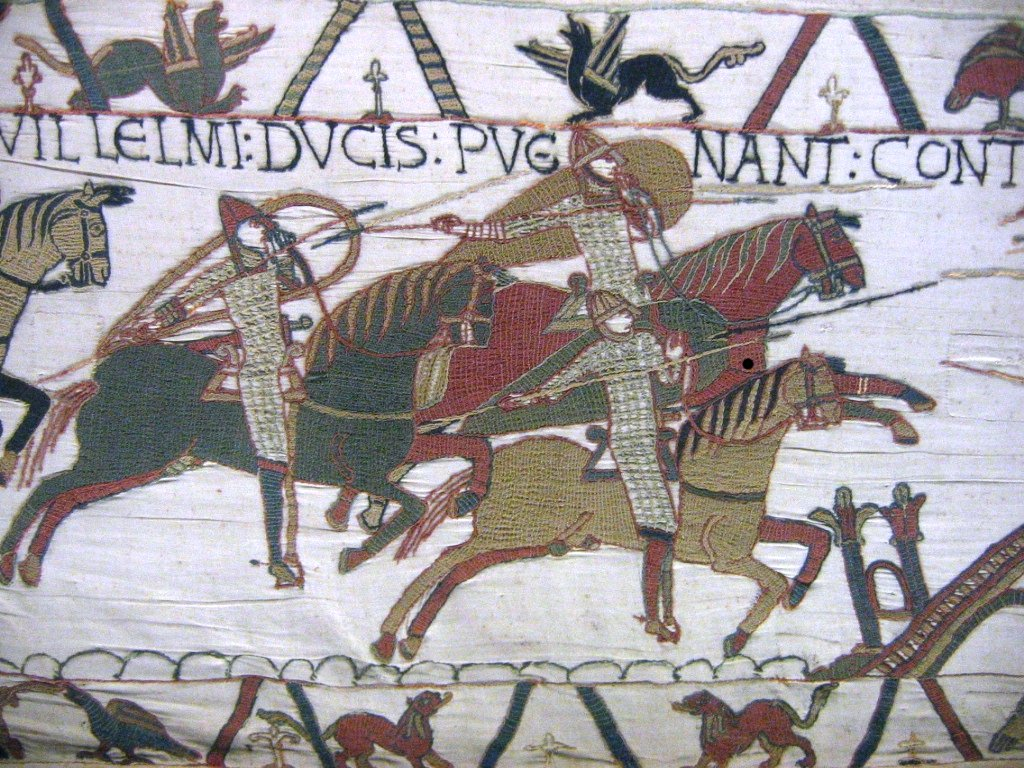
Charge de la cavalerie de Guillaume le Conquérant, en 1066, montrant des chevaux d'environ 1.50 m (Tapisserie de Bayeux).

Il existe de nombreux litiges parmi les cercles médiévistes au sujet de la taille des chevaux de guerre. Quelques historiens réputés avancent une taille de 1,70 m à 1,80 m, soit autant que le shire à l’époque moderne. Toutefois, il existe des preuves pour régler ces différends au sujet de la taille. Une analyse poussée de différentes pièces d’armure retrouvées lors de fouilles indique que le matériel fut initialement porté par des chevaux toisant de 1,50 m à 1,60 m ayant la taille et la constitution d’un cheval de chasse ou d’équitation ordinaire. Les recherches entreprises au musée de Londres, en utilisant des œuvres littéraires, picturales, et des sources archéologiques, soutiennent que le cheval militaire anglais mesurait de 1,40 m à 1,50 m et se distinguait d’un cheval de selle par sa force et ses compétences plutôt que par sa taille. Cette moyenne ne semble pas varier énormément pendant la période médiévale. Les chevaux semblent avoir fait l’objet d’un élevage sélectif pour augmenter leur taille dès les IXe et Xe siècles et au XIe siècle, la taille moyenne d’un cheval de guerre se situe probablement autour de 1,50 m, taille vérifiée par des études sur les fers à cheval normands ainsi que sur les représentations des chevaux de la tapisserie de Bayeux. Une analyse sur les chevaux de transport suggère qu’au XIIIe siècle les destriers sont de constitution trapue et ne mesurent pas plus de 1,50 m à 1,60 m. Trois siècles plus tard, les chevaux de bataille ne sont pas significativement plus grands ni plus lourds.

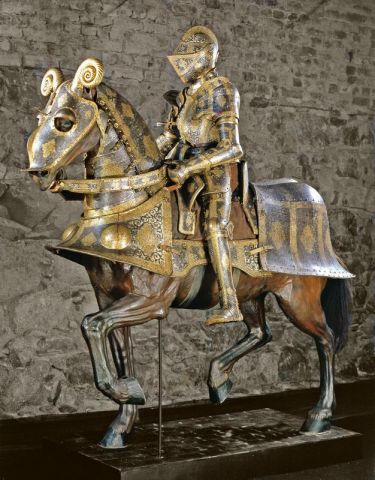
Barde et armure du roi Sigismond II de Pologne, vers 1550. Conservées à l'armurerie royale de Stockholm.

L’une des raisons de cette croyance répandue considérant que le cheval de guerre médiéval ne pouvait être qu’un énorme cheval de trait est l’hypothèse, encore soutenue par de nombreuses personnes, selon laquelle l’armure médiévale est extrêmement lourde. En fait, même les plus lourdes armures de tournoi (pour les chevaliers) pèsent à peine plus de 40 kg. Sur le terrain, l’armure de guerre pèse habituellement de 18 à 32 kg. La barde, ou l’armure du cheval dont l’utilisation est plus répandue dans les tournois que pour la guerre, pèse rarement plus de 32 kg. Pour protéger les chevaux, le cuir bouilli et rembourré semble être plus fréquemment employé et probablement aussi efficace. En ajoutant le poids du cavalier et des autres équipements et en tenant compte du fait que les chevaux ne peuvent porter qu’environ 30 % de leur propre poids, on arrive à la conclusion que ces charges peuvent certainement être portées par un cheval pesant de 550 à 600 kg, un cheval de trait n’est donc pas nécessaire.
Même si un grand cheval n’est pas nécessaire pour porter un chevalier en armure, certains historiens avancent qu’un grand cheval serait souhaitable pour augmenter la puissance d’une charge à la lance. Toutefois, des expériences pratiques suggèrent que la puissance du cheval et sa force sont plus pertinents que sa taille, et que le poids du cheval a peu d’impact sur la puissance de la charge à la lance.
D’autres preuves sont avancées en faveur d’un cheval de bataille d’environ 1,40 m à 1,60 m, car c’est une question de survie pour le chevalier que d’être en mesure de monter sur son cheval, en armure complète, et en s’aidant simplement des étriers : s’il tombe à terre au cours de la bataille, le chevalier reste vulnérable s’il est incapable de remonter par lui-même. En réalité, un chevalier blessé ou fatigué peut ne pas parvenir à se remettre en selle de lui-même et doit s’appuyer sur l’aide de son écuyer.
Les représentations artistiques du cheval de guerre figurent généralement ce dernier très petit par rapport à son cavalier. Sur la tapisserie de Bayeux, par exemple, les pieds du cavalier arrivent à la hauteur du pli du genou du cheval.

### Croisades

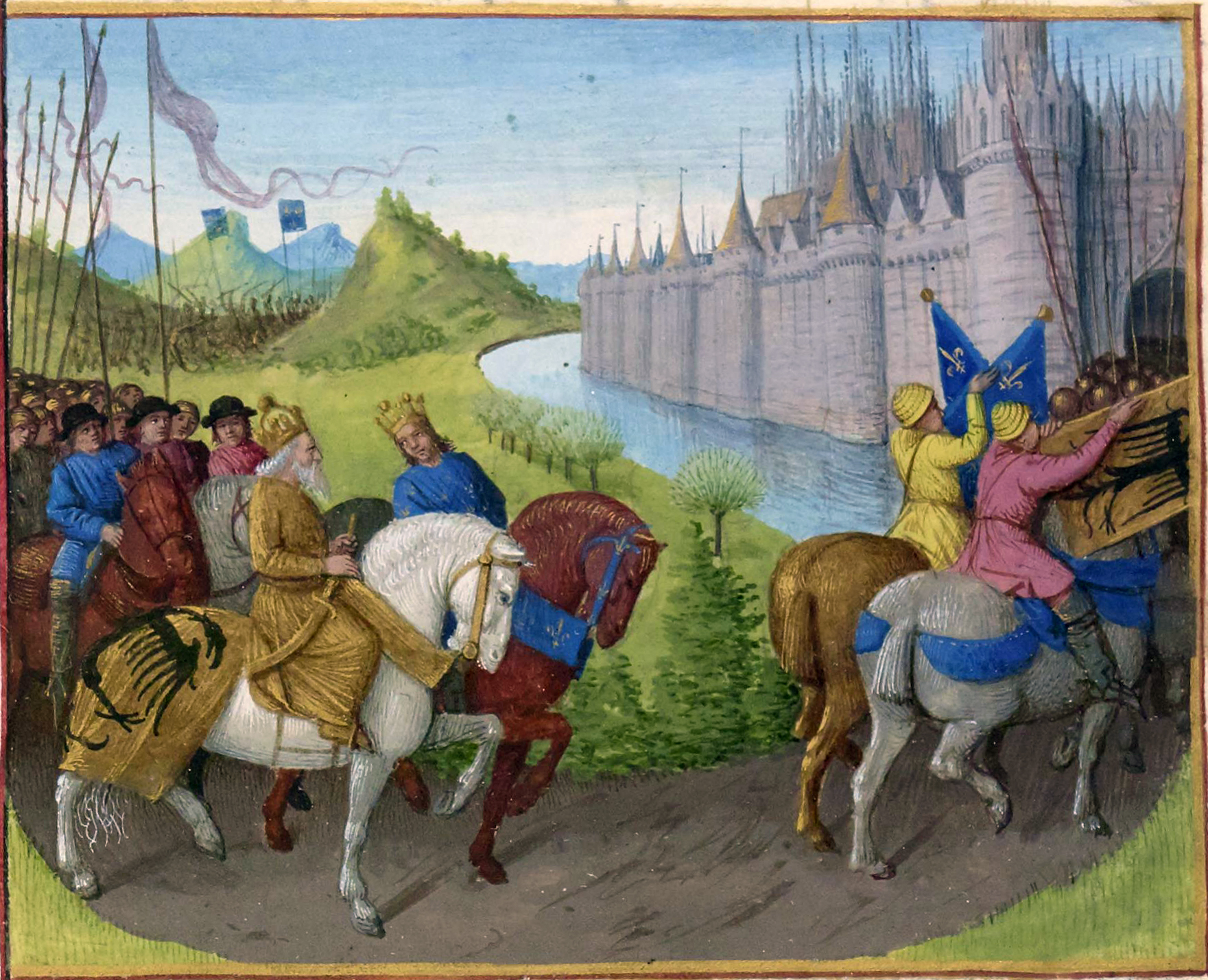
Arrivée des croisés à Constantinople.

Huit croisades ont lieu entre 1097 et 1300. Les chevaliers partant délivrer la Terre sainte emmènent leur destrier dans ce long périple. Ils peuvent suivre la voie terrestre par le Danube en traversant la région correspondant à la Turquie, mais les chevaux subissent alors un entraînement forcé quand ils ne s'épuisent pas. Par la voie maritime, les chevaux restent dans les cales des bateaux et s'affaiblissent du fait de leur immobilité. Les chevaliers arrivent en Terre Sainte avec des destriers pas toujours prêts physiquement au combat. De plus, sous un climat chaud et avec le poids des armures et de l'armement à porter, les chevaux transpirent abondamment sans pouvoir s'abreuver autant que nécessaire. Les cavaliers bédouins portent des vêtements flottants les protégeant du soleil et n'entravant pas leurs mouvements. Ils montent les chevaux arabes, qui par leur vivacité leur permettent d'effectuer des manœuvres rapides ou de parcourir rapidement de grandes distances.
Les croisades font se rencontrer deux cultures équestres radicalement différentes, les chevaliers chargeant lourdement et essayant de désarçonner leurs adversaires, et les bédouins cherchant à tailler l'ennemi en pièces. Les chevaliers apprécient la rapidité, la maniabilité et l'endurance des chevaux arabes. Cependant, ces derniers ne sont pas assez solides pour supporter longtemps le poids d'un chevalier en armure, contrairement aux destriers. Les chevaliers ont peu (voire pas) modifié leur façon de monter et l'échange culturel équestre est absent. Les chevaliers rapportent cependant quelques chevaux arabes en Europe. Richard Cœur de Lion importe les premiers pur-sang arabes.

## Cheval et transport

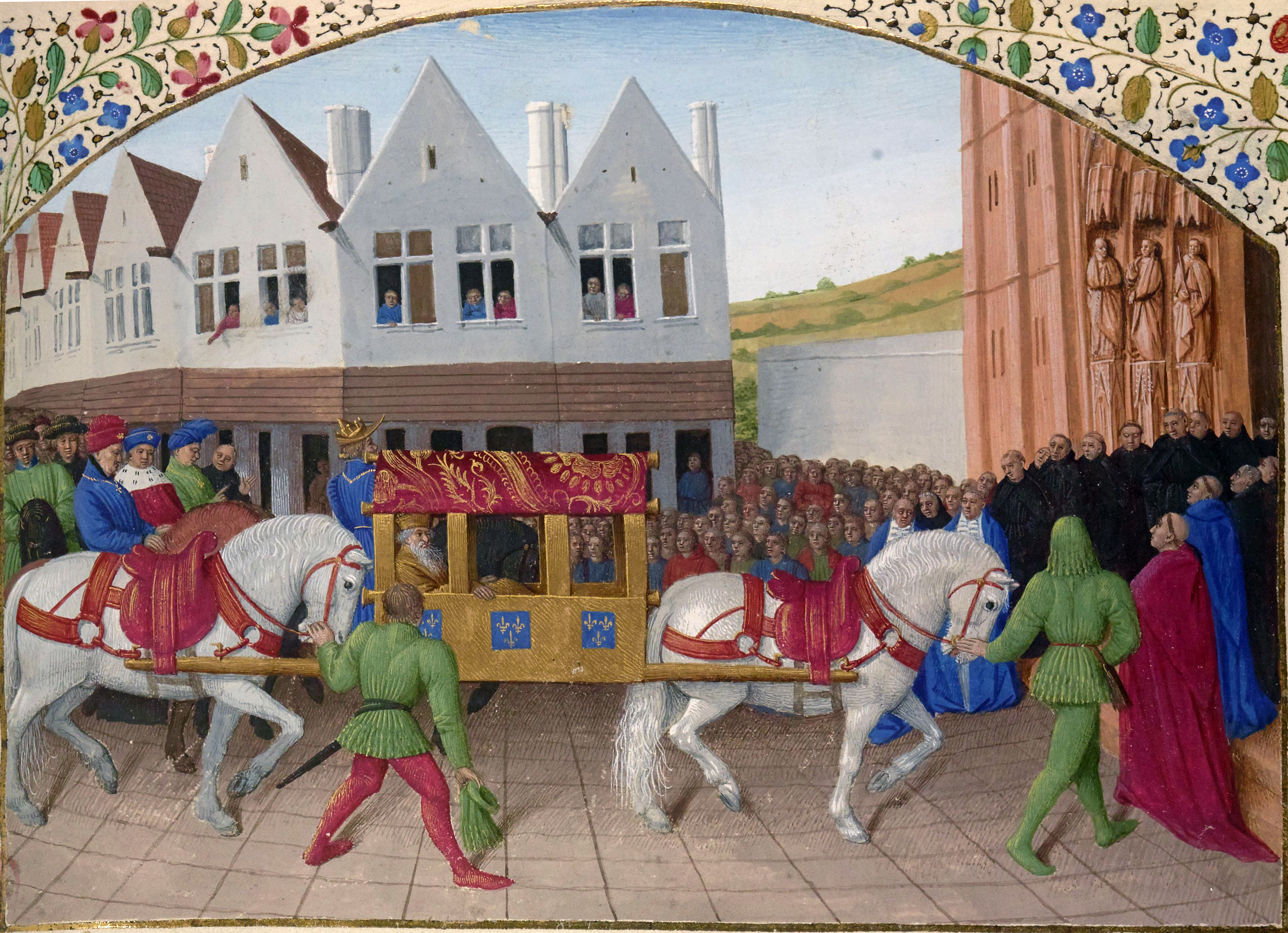
Une litière lors de l'entrée de Charles IV à Saint-Denis. Grandes Chroniques de France enluminées par Jean Fouquet, Tours, vers 1455-1460.

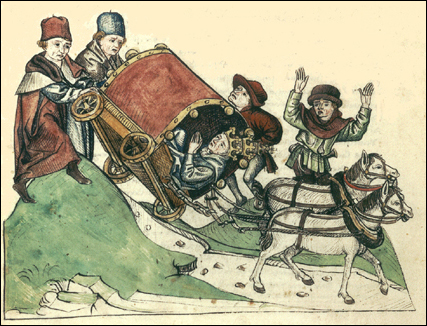
Les voyages en chariot ne sont pas exempts de dangers. Ici, l'accident de l'antipape Jean XXIII sur l’Arlberg, en route pour le concile de Constance.

Tout au long du Moyen Âge, le cheval est le principal moyen de transport pour les personnes de toutes les classes sociales et dans tous les contextes, il est donc largement utilisé. Les classes supérieures et les cours royales se déplacent entre leurs différentes propriétés et leurs successions. La diplomatie exige de longues chevauchées, la guerre et les croisades mènent aussi les hommes dans de lointains pays à dos de cheval. Bien qu'ils utilisent plus volontiers l'âne, les ecclésiastiques voyagent entre les églises et les monastères, jusqu’à Rome, à dos de cheval, et les différents établissements religieux en possèdent toujours quelques-uns. Les gens de toutes classes effectuent des pèlerinages, ou voyagent pour trouver du travail, mais seuls les plus fortunés ont pu se permettre d'utiliser le cheval. D’autres font de la chevauchée un passe-temps,. La plupart des gens effectuent les petits trajets à pied et utilisent les chevaux pour de longs trajets. Pour les classes supérieures, les voyages s’accompagnent de beaucoup de faste, de beaux chevaux effectuent de magnifiques cavalcades pour afficher la richesse de leur propriétaire comme pour assurer son confort personnel. Par exemple, en 1445, la maison royale anglaise possède soixante chevaux pour l’usage du roi et 186 pour les « chars » (chariots).
Les convois de mules et les barges sur les rivières et les canaux sont également utilisés pour le transport sur longue distance, même si les véhicules hippomobiles sont préférés pour des trajets plus courts. Dans les zones pourvues de bonnes routes, des services de transport réguliers sont établis entre les principales villes. Toutefois, les routes médiévales sont généralement très mauvaises, le transport de passagers y est rare. Lorsque les routes sont autorisées, les premières voitures sont développées à partir de chariots de marchandises. Les voyages sont rendus plus confortables à la fin du XIVe siècle grâce à l’introduction de la suspension.
La vitesse d’un voyage équestre varie considérablement. La plupart des convois sont ralentis par la présence de chariots lents et de litières, ou par les hommes à pied qui peuvent rarement couvrir plus de 30 km par jour. La plupart des petits groupes hippomobiles peuvent couvrir 30 miles par jour. Toutefois, il existe des exceptions grâce à l’arrêt pour un changement de chevaux à mi-chemin. Richard II d'Angleterre a réussi une fois à couvrir les 70 miles entre Daventry et Westminster en une seule nuit.
Pour l’élevage, la guerre et le voyage, il est nécessaire de transporter les chevaux eux-mêmes. À cette fin, des bateaux sont adaptés et conçus pour être utilisés pour le transport des chevaux. En 1066 lors de l’invasion de l’Angleterre, Guillaume de Normandie transfère plus de 2 000 chevaux à partir de la Normandie. De même, lors de ses voyages en France en 1285 et 1286, Édouard Ier d'Angleterre convoie plus de 1 000 chevaux à travers la Manche.

### Chevaux de selle

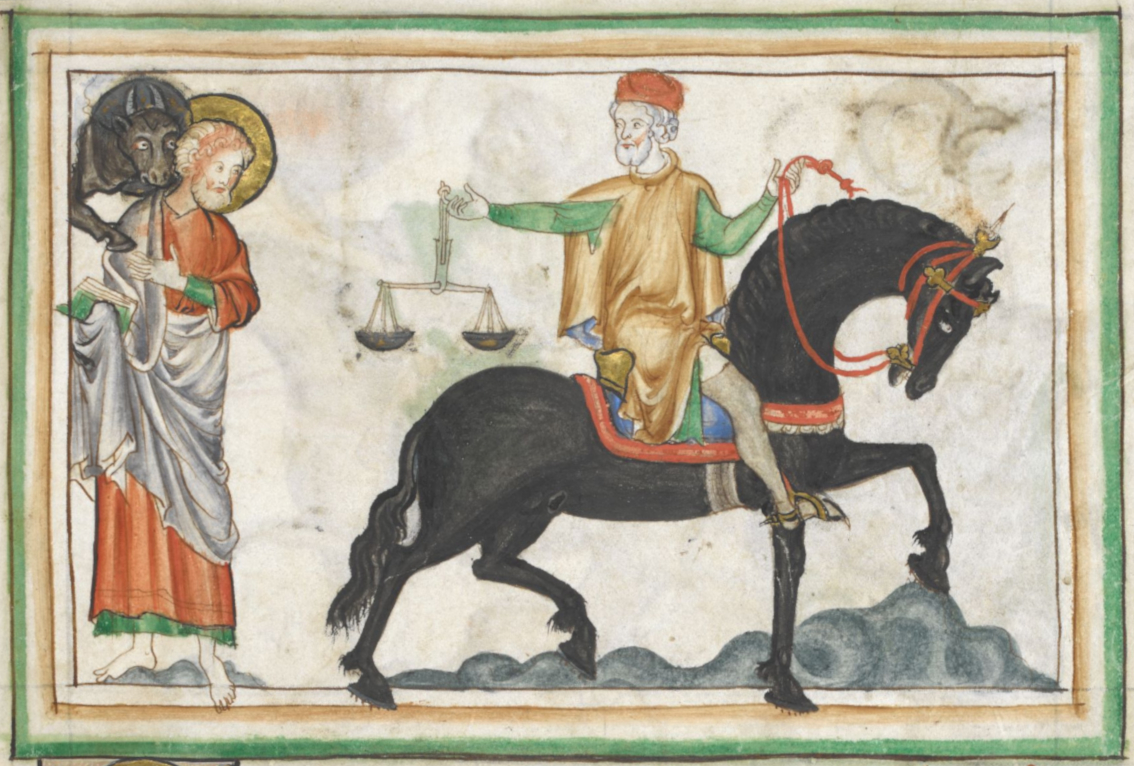
Cheval de selle sur une miniature anglaise du XIII à propos de l'Apocalypse.

Les chevaux de selle sont utilisés par une grande variété de gens au Moyen Âge, avec de très grandes variations dans leur qualité, leur taille et leurs conditions de reproduction. Les montures des chevaliers et des nobles sont réservées à la guerre, à l’apparat et au prestige. Tous possèdent des chevaux de selle de moindre valeur afin de garder leurs chevaux de bataille uniquement pour la guerre. La chasse, entre autres la chasse au faucon qui est documentée par des sources iconographiques, forme l'une des principales utilisations du cheval de selle, mais les aristocrates qui en possèdent organisent aussi des courses de chevaux, des tournois et des manœuvres de cavalerie afin d'étaler leurs richesses et de montrer leur puissance.
Les noms des chevaux de selle font référence à un type plutôt qu’à une race. Beaucoup de chevaux sont décrits par la région ils (ou leurs ancêtres) sont nés. Par exemple, en Allemagne et en Hongrie, les chevaux sont utilisés pour la selle individuelle et souvent décrits sur leurs allures « trotteurs » ou « ambleurs », sur leur couleur, ou par le nom de leur propriétaire. Les meilleurs chevaux de selle sont connus comme des palefrois. Les femmes qui montent à cheval possèdent parfois de petits palefrois calmes, connus sous le nom de genets ou de haquenées.

### Chevaux de bât et de trait
Le cheval de bât est chargé du transport de biens d’équipement attachés directement sur son dos, son utilisation est commune. Les chevaux de trait peuvent être utilisés comme chevaux de bât également. Les chevaux de bât et de trait transportent du matériel dans le cadre du commerce, de l’agriculture, ou des campagnes militaires. Ces chevaux sont plus petits que leurs homologues modernes, les œuvres picturales et les preuves archéologiques suggèrent qu’ils sont robustes mais petits soit de 1,30 m à 1,40 m, et capables de tracter de 230 à 270 kg par cheval. Les attelages à quatre et deux roues sont plus fréquents dans les villes comme Londres, et, selon le type de chariot et le poids de la charge, généralement tirés par deux, trois ou quatre chevaux attelés en tandem. À partir du XIIe siècle, en Angleterre, l’utilisation des bœufs pour tirer les charrettes est progressivement remplacée par l’utilisation de chevaux. Ce changement est dû à la plus grande rapidité du cheval pour le transport des marchandises, et son déplacement sur de plus grandes distances que le bœuf ne le permet.

## Agriculture

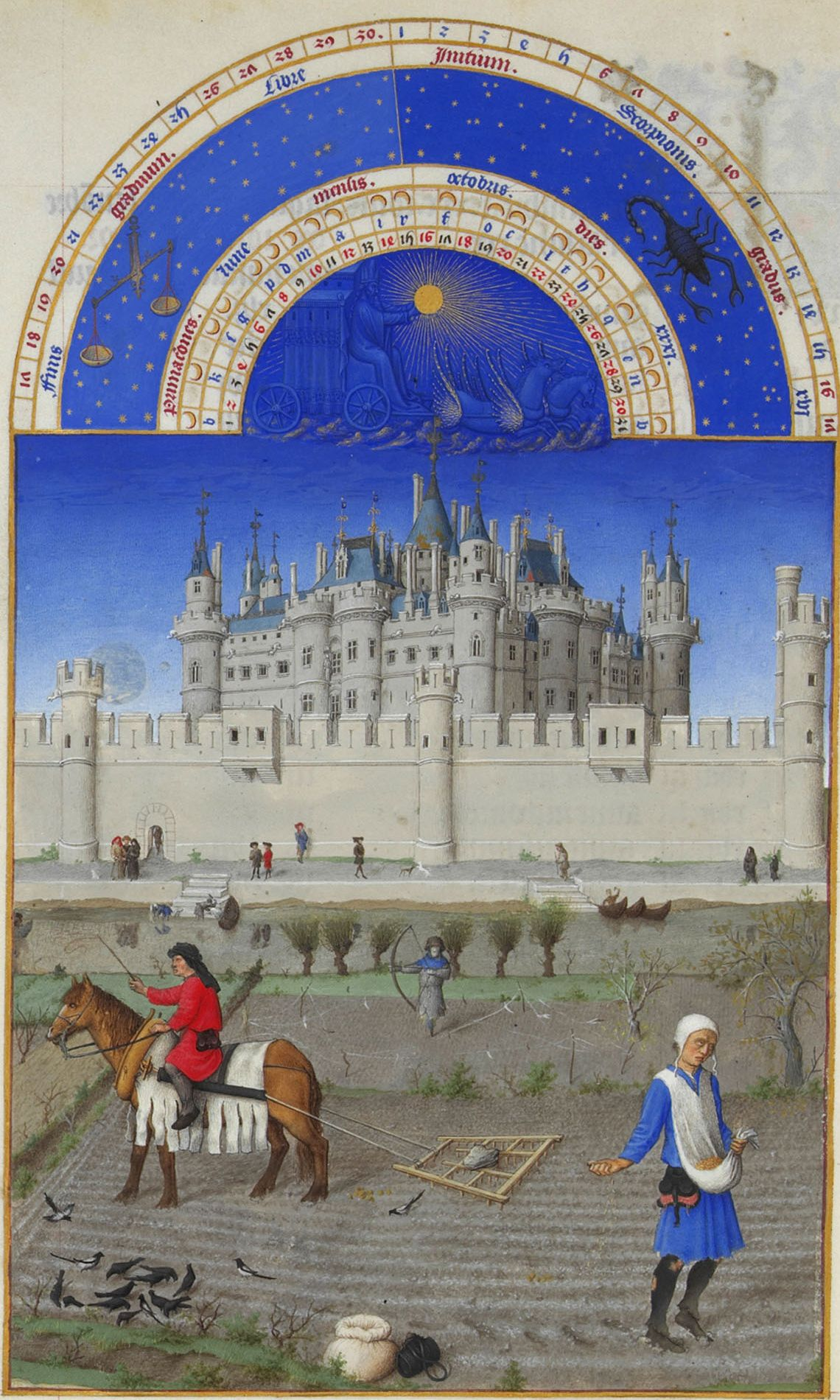
Le cheval de trait est muni d’un collier d'épaule pour supporter le poids de la herse sur cette illustration du mois d'octobre dans Les Très Riches Heures du duc de Berry, musée Condé, ms.65, f.10v.

Les Romains pratiquent la rotation des cultures sur deux terrains, mais à partir du VIIIe siècle, la rotation à trois terrains devient plus fréquente. Un champ est semé avec une culture d’hiver, le second avec une culture de printemps, et le troisième laissé en jachère. Cela permet une plus grande quantité de cultures de printemps, ainsi que la culture de l’avoine, qui fournit le fourrage pour les chevaux. Une autre avancée au cours du Moyen Âge réside dans le développement de la charrue et son alourdissement qui permet de labourer facilement les sols lourds. Cette technologie nécessite l’utilisation de grandes équipes d’animaux de trait, dont les bœufs et les chevaux, ainsi que l’adoption de grands domaines en particulier après le XIIe siècle, où le recours accru à la fois au collier d'épaule et à l’utilisation du fer à cheval permettent aux travaux agricoles d’être réalisés de manière plus efficace par les chevaux. Les équipes se composent généralement de quatre chevaux, ou peut-être six, par rapport à huit bœufs. La compensation vient du fait que les chevaux doivent être nourris de grain, à la différence des bœufs. L’augmentation de la vitesse des chevaux permet de labourer davantage de terrains en un jour, avec une équipe de huit heures en moyenne, le bœuf labourant un demi-acre par jour, et le cheval une acre en moyenne par jour.
Pour les travaux agricoles tels que le labourage et le hersage, le cheval de trait est appelé affrus (ou Stott), cet animal est généralement plus petit et moins coûteux que le cheval de selle. Alors que les bœufs sont traditionnellement utilisés comme animaux de travail sur les fermes, les chevaux commencent à être utilisés en grand nombre après le développement du collier d'épaule. Les bœufs et les chevaux sont parfois exploités ensemble. Le passage des bœufs aux chevaux pour les travaux agricoles est documenté dans des sources iconographiques. Le changement de rotation des cultures augmente la production de plantes fourragères (principalement l’avoine, l’orge et la mongette). Les chevaux sont utilisés pour traiter les cultures, ils font tourner les roues des moulins et transportent des produits sur le marché. La modification des équipes de traction entraîne un changement des charrues car les chevaux sont adaptés aux charrues à roues, à la différence des bœufs. Contrairement à une idée tenace et répandue, le cheval de trait n'est pas exploité jusqu'à son dernier souffle par les paysans médiévaux : l'animal fait l'objet de soins attentifs et se voit parfaitement intégré au cercle familial.
La possession d'un cheval par les agriculteurs et paysans français semble très peu fréquente jusqu'au XIe siècle au moins, où il reste l'apanage des religieux et de l'aristocratie. C'est en Europe centrale et du Nord que le cheval est le plus largement adopté dans l'agriculture du XIIIe siècle naissant, mais aussi pour défricher de grandes étendues de terrain. L'apparition du cheval dans le monde paysan au sud de la Loire est tardive, et il n'est donc pas unanimement adopté dans toutes les régions européennes.

## Équipement équestre et innovations technologiques
Le développement de technologies équestres se fait au même rythme que celui de l’élevage de chevaux. Les modifications apportées à la cavalerie lourde en temps de guerre pendant le bas Moyen Âge sont fondamentales et comprennent l’arrivée de l’étrier et de la selle semi-rigide à partir d’autres cultures. De manière générale, le perfectionnement du harnachement dépend de l'évolution des techniques de combat et du rôle tenu par le cavalier dans la guerre.

### Fer à cheval
C'est au Moyen Âge que l'utilisation du fer à cheval se généralise en Occident. Son développement permet des voyages plus longs, en particulier dans les terres humides du nord de l’Europe. Il est utile pour les campagnes militaires en terrains variés. En assurant la protection et le soutien des pieds des chevaux, les fers cloutés améliorent aussi l’efficacité du cheval de trait.
Il existe peu de preuves de son utilisation avant 500 ou 600. Le plus ancien document écrit faisant clairement référence au fer à cheval date de 910. La plupart des historiens pensent que ses premières utilisations remontent à la fin du IXe siècle,.
Les preuves archéologiques suggèrent que les fers ont d'abord été utilisés en Sibérie aux IXe et Xe siècles, et se sont propagés à Byzance et en Chine peu après, puis à toute l’Europe au XIe,. Au moment des croisades de 1096, les fers à cheval sont très répandus et fréquemment mentionnés dans diverses sources écrites.

### Selle

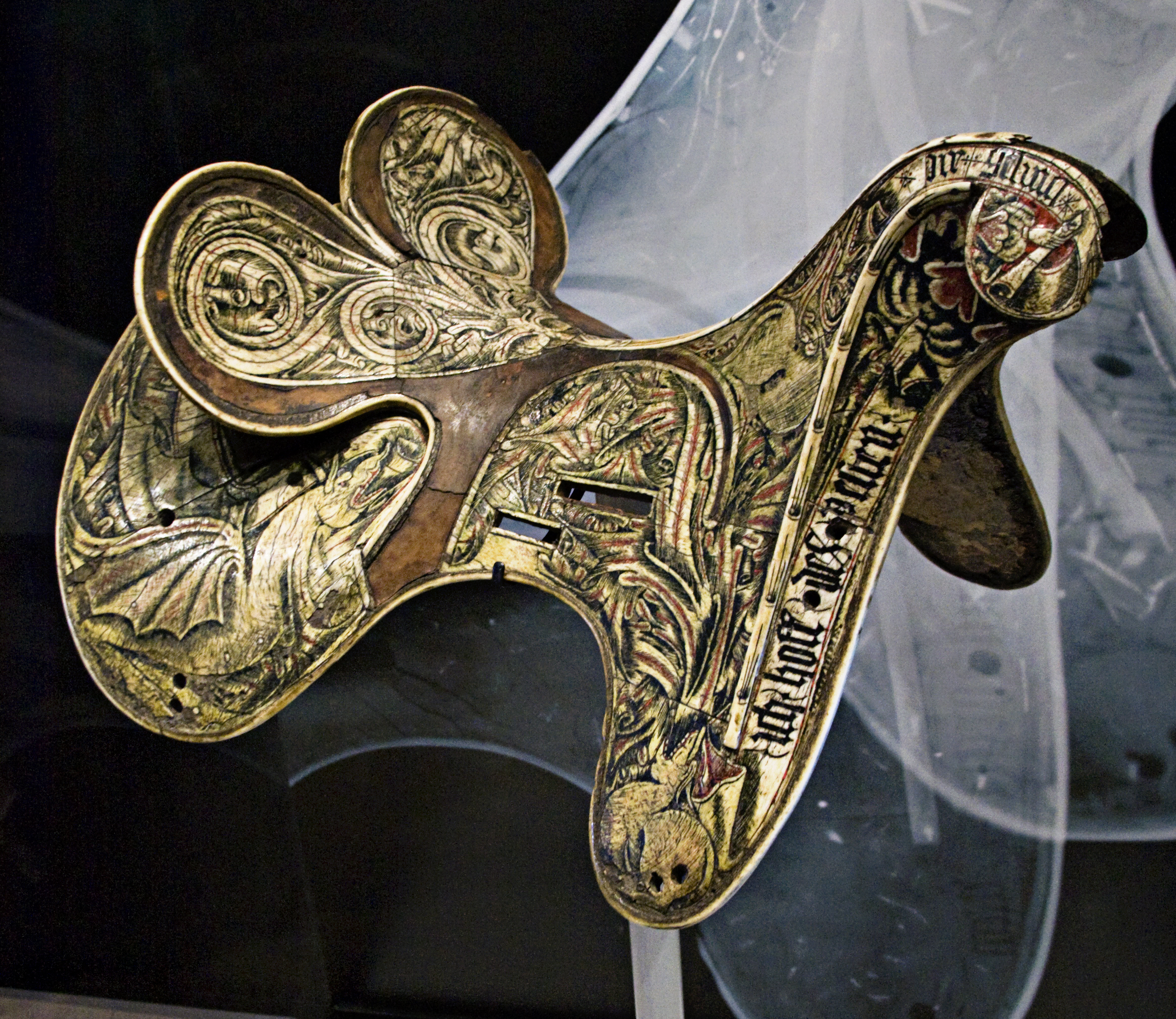
Selle ornée (autrichienne ou hongroise) issue de l'armurerie royale de la tour de Londres, probablement offerte au roi Henri V d'Angleterre lors de son admission dans l'ordre du Dragon en 1416.

Le selle à arçon rigide fournit une surface d'appui pour protéger le dos du cheval du poids du cavalier, et répartir celui-ci. Les Romains sont crédités de l'invention de la selle solide en bois, peut-être dès le Ier siècle av. J.-C., son usage étant généralisé au IIe siècle. Les selles du haut Moyen Âge ressemblent à la selle romaine dite « à quatre cornes », elles sont utilisées sans étriers. Le développement de l'arçon rigide est important. Outre la sécurisation du cavalier sur le dos du cheval, il permet de réduire la pression exercée par unité de surface sur le dos du cheval, ce qui augmente considérablement le confort de celui-ci et prolonge son utilisation. Les chevaux peuvent porter un poids plus important lorsque celui-ci est réparti via un arçon solide, et le développement de l'arçon accroît la sécurité à cheval. Dès le XIIe siècle, alors que la selle haute de guerre devient plus commune, le cavalier est mieux protégé et sécurisé. Le haut troussequin travaillé dans la selle de bois rigide lui permet d'utiliser la lance beaucoup plus efficacement.

### Barde et caparaçon

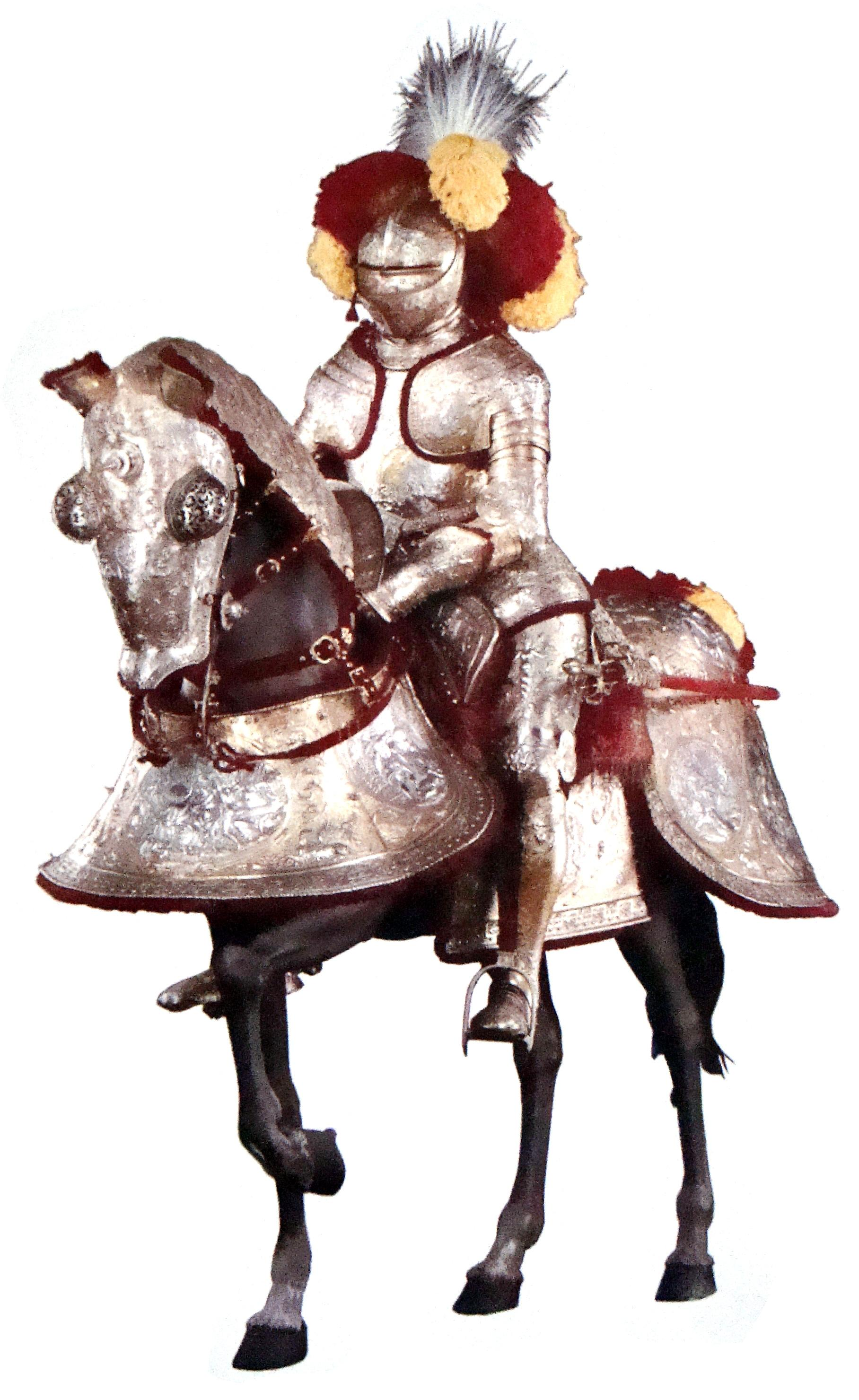
Détail sur la barde d'un chevalier saxon, exposés au château de Dresde.

Sous la selle, le caparaçon ou le tapis de selle sont parfois utilisés, et peuvent être décorés ou brodés d'emblèmes et de couleurs héraldiques, ainsi que des armes de certaines familles. Le caparaçon est la pièce de tissu couvrant le cheval afin de le protéger des coups d'épée et des flèches au niveau des jambes, de l'encolure et du poitrail. Ainsi, les premières housses de guerre sont plus longues par-devant que par-derrière. La housse de poitrail enveloppe la tête du cheval au-dessus des naseaux, deux trous étant prévus pour les yeux. Les oreilles peuvent être découvertes ou protégées. Le caparaçon est doublé au niveau de l'encolure et de la croupe. Il est employé à partir de 1220.
Les chevaux de guerre pouvaient être équipés de protections supplémentaires, couvertures et armures nommés la barde, à des fins décoratives ou de protection. Les premières formes d'armure pour cheval, généralement limitées aux tournois, comprennent des pièces en cuir rembourré, recouvertes par un tissu décoré, l'ensemble n'étant pas particulièrement lourd. La maille et l'armure de plaque étaient aussi utilisées occasionnellement, il existe des références littéraires à l'armure du cheval (une « couverture de fer ») à partir de la fin du XIIe siècle.

### Étriers

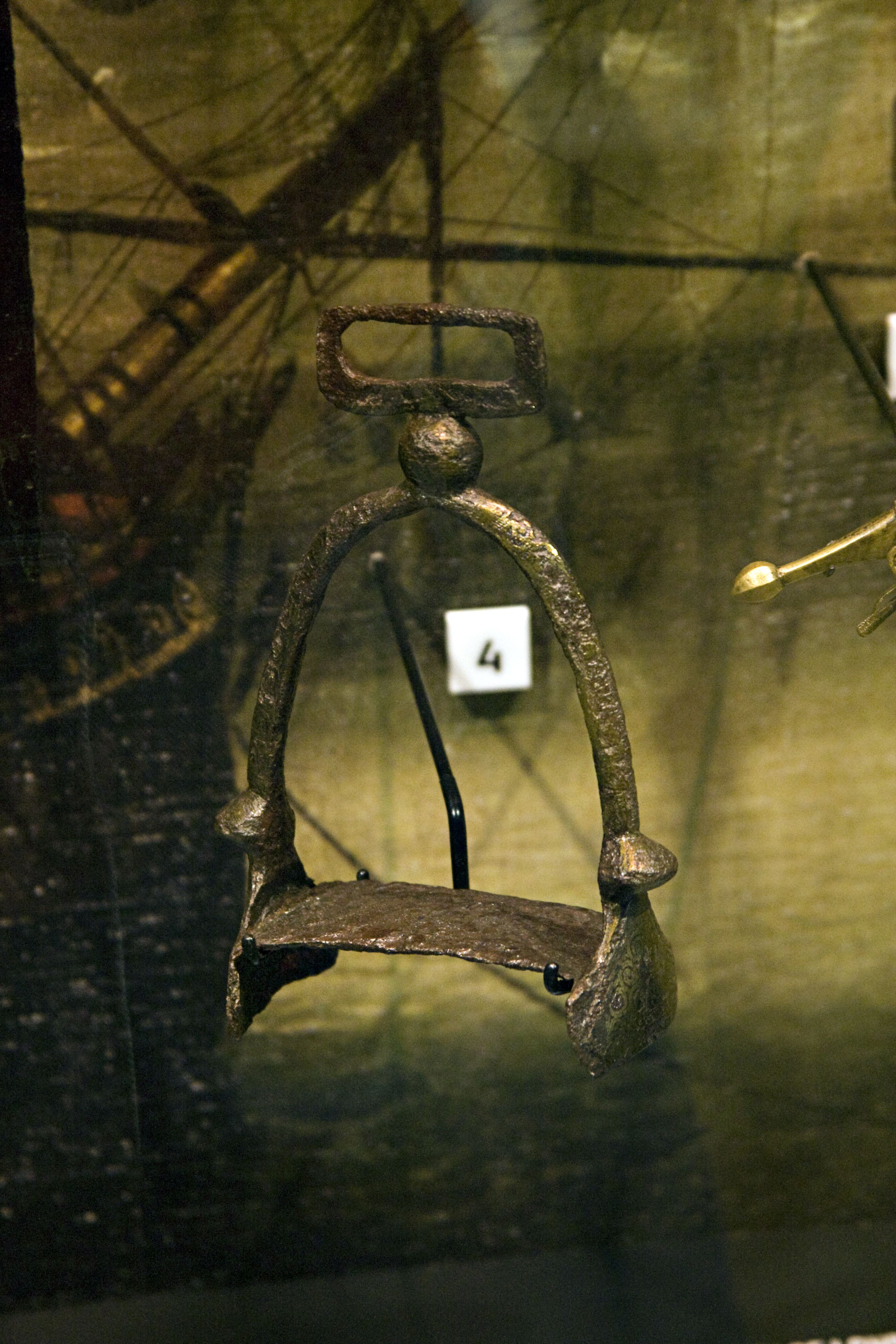
Étrier du Xe siècle, probablement un modèle utilisé par les Vikings.

La selle rigide autorise une utilisation plus efficace de l'étrier. Il est développé en Chine, et largement utilisé dans ce pays en 477 de l’ère chrétienne. Au VIIe siècle, principalement en raison des invasions venues d'Asie centrale, comme celle des Avars, les étriers arrivent en Europe. Les cavaliers européens les adoptent vraisemblablement au cours du VIIIe siècle. Leur adoption est lente. La plus ancienne source iconographique représentant l'étrier remonte à un manuscrit de la fin du IXe siècle, conservé à l'abbaye de Saint-Gall.
Entre autres avantages, les étriers fournissent plus d'équilibre et de soutien en selle, ce qui permet au chevalier d'utiliser son épée de manière plus efficace, sans tomber, en particulier contre l'infanterie. L'utilisation accrue de l'étrier dès le VIIIe siècle améliore la stabilité et la sécurité du cavalier lorsqu'il combat. Cela peut avoir mené à une plus grande utilisation des tactiques de choc, même si une lance abaissée en position d'arrêt peut être utilisée efficacement sans étriers. Charles Martel a tout particulièrement reconnu le potentiel militaire de l'étrier, et distribué les terres saisies à ses vassaux à la stricte condition qu'ils le servent au combat en chevauchant de cette manière.
Une théorie connue sous le nom grande controverse de l'étrier fait valoir que les avantages guerriers découlant de l'utilisation de l'étrier ont conduit à la naissance du féodalisme lui-même. D'autres chercheurs comme l'historien américain Bernard Bachrach contestent cette affirmation, suggérant que les étriers fournissent peu d'avantages dans la mêlée, et que leur utilité se résume à permettre à un cavalier de se pencher plus à gauche ou à droite sur la selle tout en combattant, réduisant simplement le risque de tomber. Par conséquent, ce ne serait pas la raison du passage de l'infanterie à la cavalerie dans les armées médiévales, ni la raison de l'émergence de la féodalité,.

### Brides, mors et rênes

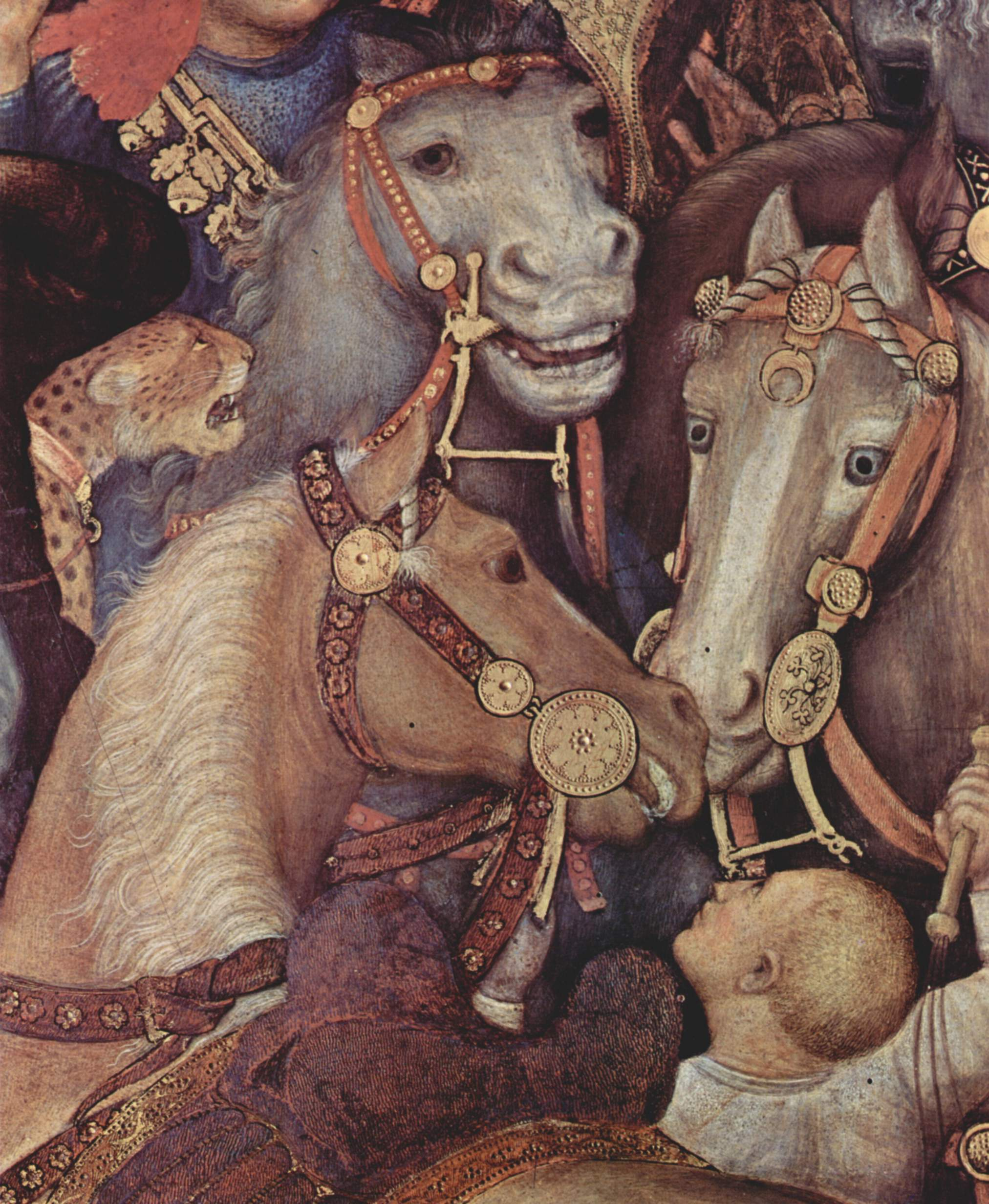
Détail du tableau Adoration des Mages (1423) par Gentile da Fabriano, panneau principal. Les mors ont des ornements sur l'anneau de mors.

Une grande variété de systèmes est mise au point pour contrôler les chevaux, principalement la bride et des mors variés. Bon nombre de mors utilisés pendant le Moyen Âge ressemblent au mors de filet et au mors de bride qui sont encore d'usage courant au XXIe siècle. Toutefois, ils étaient souvent décorés à un plus haut degré : l'anneau de mors et les parties extérieures du mors de bride sont couverts de grandes figures ou de « bosses » ornementales Certains modèles sont plus sévères que les mors modernes. Le mors de bride est connu depuis la période classique, mais n'est généralement pas utilisé pendant le Moyen Âge, jusqu'au milieu du XIVe siècle. Certains styles de mors de filet utilisés pendant le Moyen Âge ont l'aiguille ou la spatule allongées, à la manière des anneaux de mors à spatule, à demi-spatule ou à aiguille. Jusqu'à la fin du XIIIe siècle, les brides n'ont généralement qu'une seule paire de rênes. Après cette période, il devient courant pour les chevaliers d'utiliser deux ensembles de rênes, similaires à ceux des doubles brides modernes, et souvent au moins l'un des deux est décoré.

### Éperons

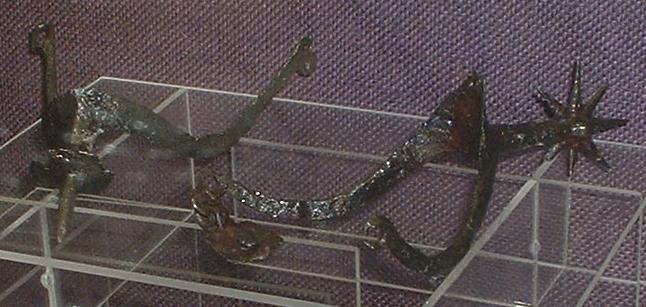
Paire d'éperons du Moyen Âge, le premier à longue tige, le second à molette.

Les éperons, connus depuis longtemps, se révèlent particulièrement cruels durant la période médiévale, ils consistent la plupart du temps en une longue tige pointue, conçue pour piquer le flanc du cheval et dont l'utilisation donne lieu à des expressions populaires telles que « chevaucher à pointe d'éperon ». Ces éperons pointus sont notamment représentés sur la tapisserie de Bayeux. Vers le milieu du XIVe siècle, les éperons à molette, qui consistent en une tige au bout de laquelle est fixée une roulette dentelée et acérée, font leur apparition. En tournant sur son axe, la roulette crantée peut entrer superficiellement dans la peau du cheval, et le blesser légèrement.

### Technologies d'attelage

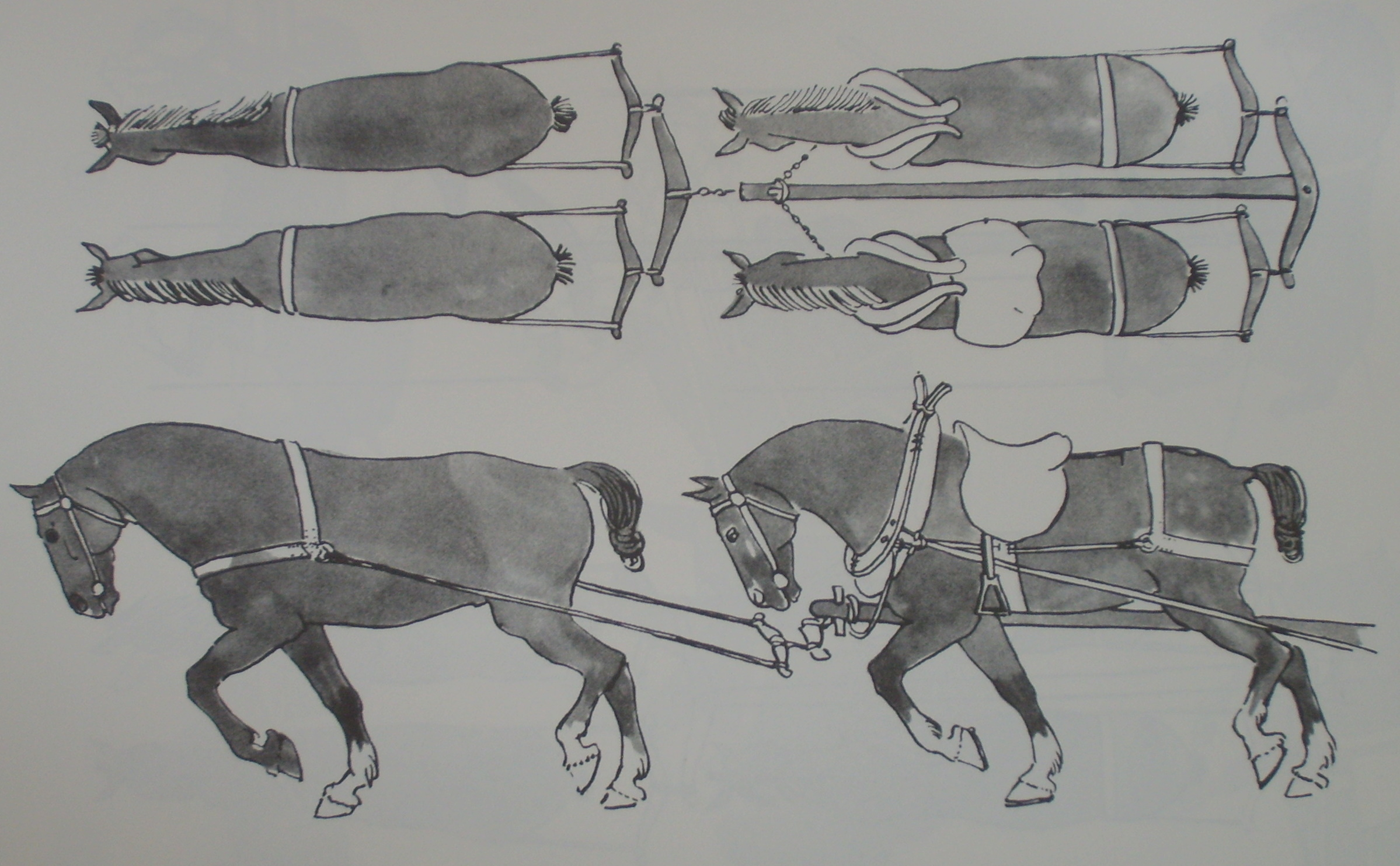
Sur ce croquis d’un attelage médiéval, les chevaux de volée portent des bricoles, et les timoniers des colliers d’épaule. L’un des chevaux est sellé.

Le développement de technologies liées à l’agriculture accroît l’importance et l’utilisation des chevaux, en particulier pour tirer les charrues et autres véhicules hippomobiles. L’invention du collier d'épaule est dans ce sens d’une importance capitale. Il aurait été inventé en Chine au cours du Ve siècle et serait arrivé en Europe au cours du IXe siècle. Son usage se répand dans toute l’Europe au cours du XIIe siècle Il permet aux chevaux de tirer plus de poids, ce qu’ils ne peuvent pas faire s'ils sont attelés à un véhicule au moyen des jougs ou des bricoles utilisés par le passé. Le joug, conçu pour les bœufs, n’est pas adapté à l’anatomie du cheval car il impose à ces animaux de tirer avec leurs épaules plutôt que d’utiliser la puissance de leur arrière-main. Exploités de cette manière, les chevaux d’attelage ne peuvent tirer plus de 500 kg. La bricole, qui est une sorte de grosse lanière de cuir passant à plat au bas du cou et sur la poitrine de l’animal, n’a que peu d’utilité pour les gros travaux car elle ne permet de tracter que des véhicules légers. Ces sangles passent contre la trachée du cheval, gênant sa respiration et réduisant sa puissance de traction. Deux chevaux attelés avec une bricole sont limités à un total de traction d’environ 500 kg. En revanche, le collier d'épaule repose, comme son nom l’indique, sur les épaules des chevaux et ne gêne pas leur respiration. Cela permet au cheval d’utiliser sa pleine capacité en poussant avec ses membres postérieurs plutôt qu’en tirant avec ses épaules. Avec le collier d'épaule, un cheval peut fournir un effort de travail supérieur de 50 %, car cette invention lui permet à la fois de se déplacer à une vitesse plus grande et de conserver son endurance ainsi que sa capacité à travailler plus longtemps. Un seul cheval avec un collier d’épaule peut tirer un poids d’environ 680 kg.
Une autre amélioration réside dans la nouvelle disposition des équipes d’attelage de chevaux, les uns derrière les autres plutôt que côte à côte, le poids peut être réparti de manière plus égale et la puissance de traction s’en trouve accrue.

## Professions liées aux chevaux

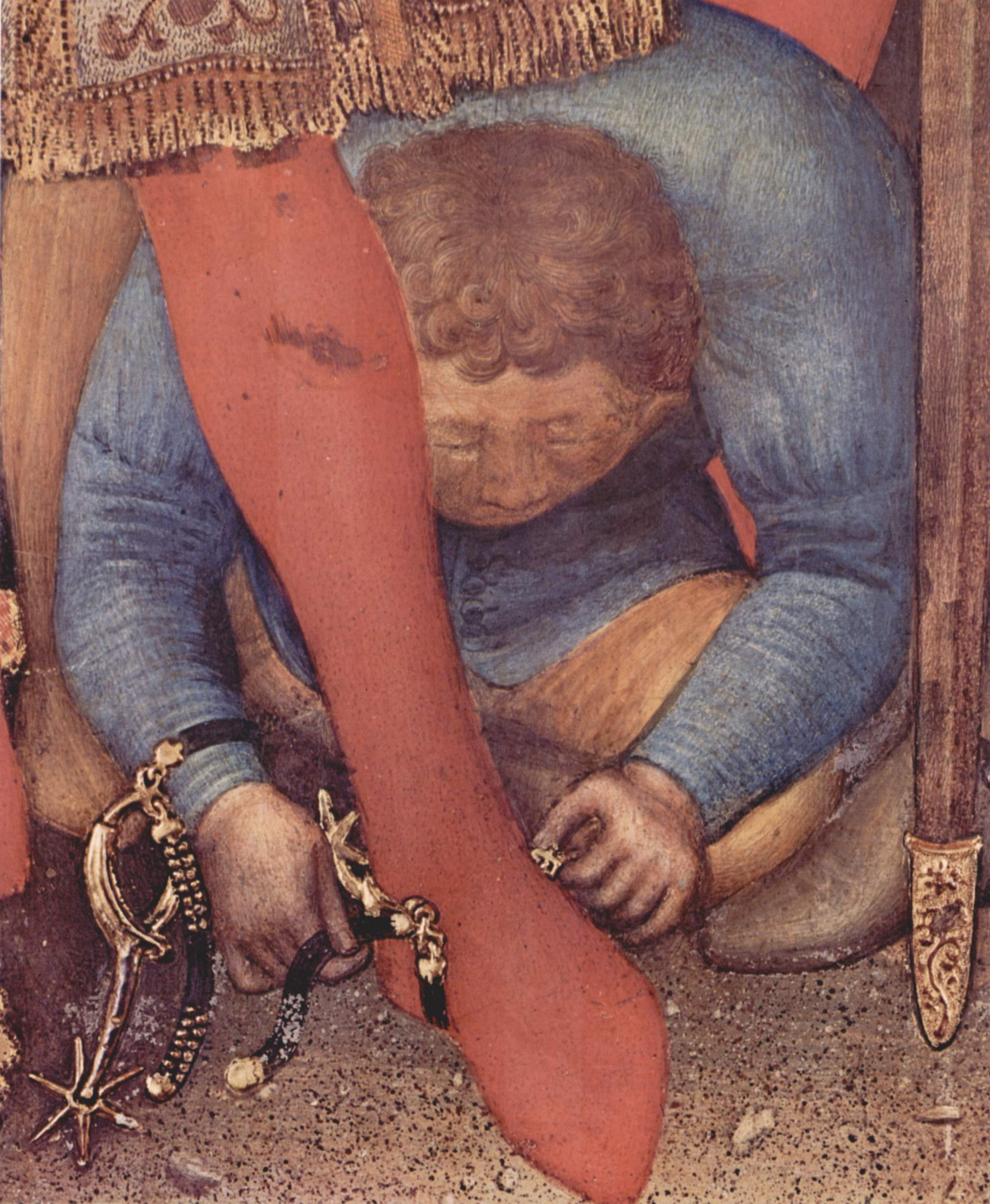
Détail de lAdoration des Mages (1423) par Gentile da Fabriano, pose d'éperons à molettes.

Les métiers équestres médiévaux sont souvent différents des métiers modernes. Aux côtés de métiers ou de grades qui ont perduré tels celui de maréchal-ferrant, figurent d'autres qui sont spécifiques à la période, notamment celui de chevalier, de maréchal et d'hippiatre (l'on peut considérer l'hippiatrie comme l'ancêtre de la médecine équine.

### Chevalerie

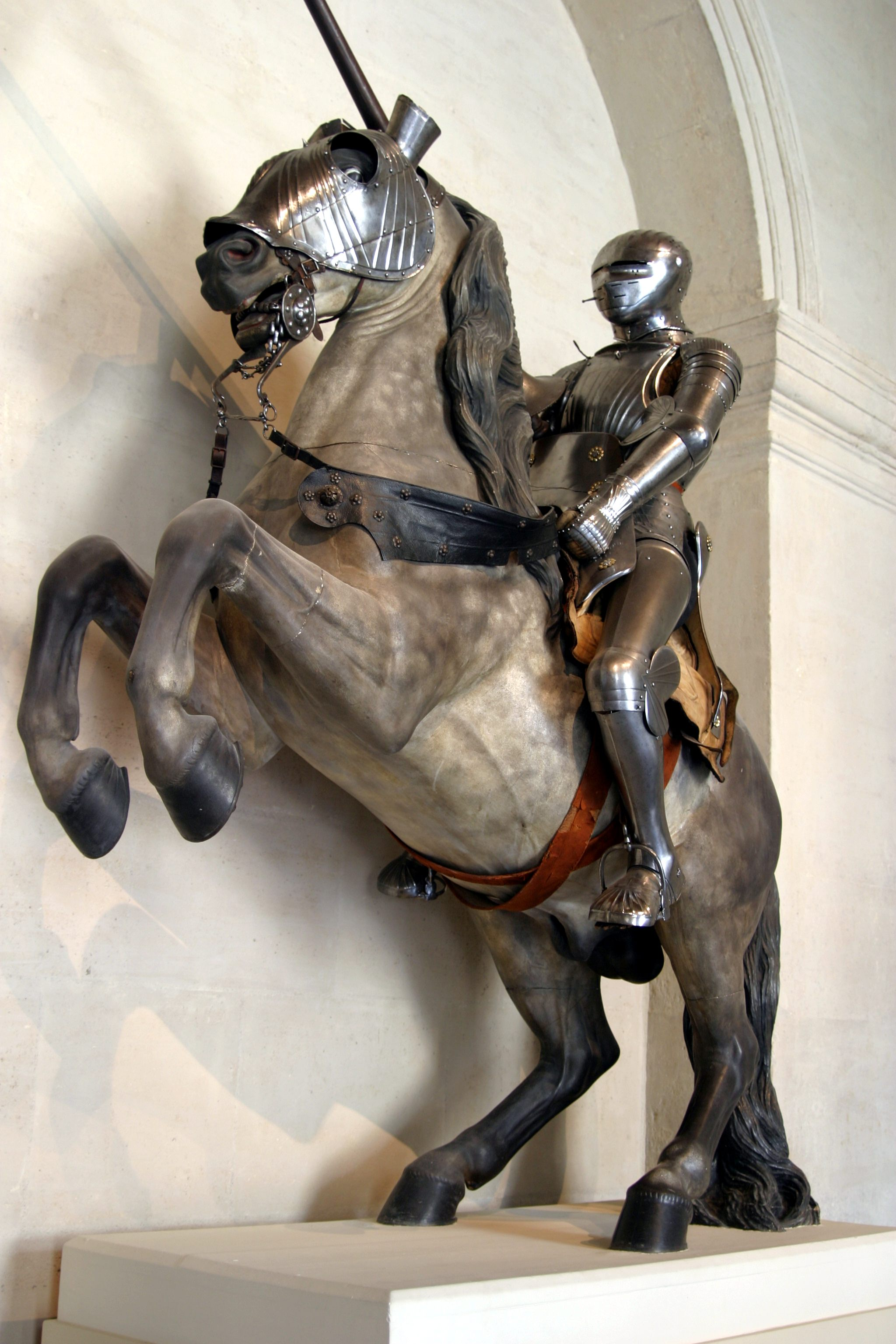
Statue équestre d'un chevalier du XVe siècle au musée de l'Armée (Paris).

Le cavalier d’élite du Moyen Âge est le chevalier, généralement issu des classes moyennes et supérieures, il est formé dès l’enfance aux arts de la guerre et à l’équitation. Dans la plupart des langues médiévales, le terme de chevalier reflète son statut de cavalier, ainsi que le prouvent les noms français « chevalier », espagnol « caballero », et allemand « Ritter ». Le mot « chevalier » a donné chevalerie, qui désigne l’un des plus hauts statuts militaires médiévaux, et est un symbole d’honorabilité et de respectabilité. Toutefois, la perception littéraire des chevaliers arthuriens laisse à penser que les valeurs mises en avant dans les romans devaient être assez différentes de la réalité du XIIIe siècle.

### Maréchal et connétable
Un grand nombre de métiers permettent d'assurer la gestion des élevages équins. Dans la plupart des cultures, le maréchal est responsable de tous les aspects pratiques relatifs au cheval : ses soins, la gestion des cavaleries d’usage militaire, ainsi que les déplacements impliquant une cavalerie. La position de maréchal est élevée et enviable, le haut maréchal est également responsable de la gestion de nombreuses questions militaires. Un autre important responsable militaire est le connétable, qui s’occupe de la protection et du maintien de l’ordre, et peut régler certaines questions militaires avec les maréchaux, par exemple organiser des joutes et autres événements chevaleresque. Parfois, le « maréchal » a aussi des fonctions de marhskalk, c’est-à-dire qu’il s’occupe des soins aux chevaux et des fonctions attribuées au maréchal-ferrant. Les marhskalk hautement qualifiés équipent les chevaux de fers, prennent soin de leurs pieds, et s’occupent des soins vétérinaires. Durant tout le Moyen Âge, une distinction est faite entre le marhskalk et le maréchal-ferrant, dont le travail est plus limité.

### Hippiatrie
Les soins aux chevaux (hippiatrie) forment un savoir traditionnellement hérité des hippiatres grecs et arabes. L'héritage antique fait que les vieux traités, incluant l'utilisation de formules magiques, font autorité durant des siècles.
Les premiers hippiatres étaient probablement capables de déceler les maladies équines, mais pas d'en expliquer les causes, ce qui rend l'efficacité de leurs remèdes peu probable. La posologie détaillée dans ces traités comprend des potions, décoctions, infusions, onguents et cataplasmes, les remèdes « sérieux » en côtoyant d'autres « complètement fantaisistes ». Les hippiatres peuvent recourir à d'autres méthodes, telles que la prière. La médecine vétérinaire progresse très peu en Occident au Moyen Âge, contrairement à ce qui s'observe en Orient à la même époque.

### Autres métiers
Un certain nombre de commerçants traitent avec les chevaux. Les maquignons achètent et vendent ces animaux, et ont souvent la réputation d’être malhonnêtes ou de récupérer des chevaux volés. D’autres offrent des chevaux à la location et s’occupent de l’organisation de grands déplacements sur les routes. Il faut y ajouter toutes les professions liées à la fabrication et au commerce du matériel équestre : éperonnier, sellier, maréchal-ferrant, etc.

## Femmes et chevaux

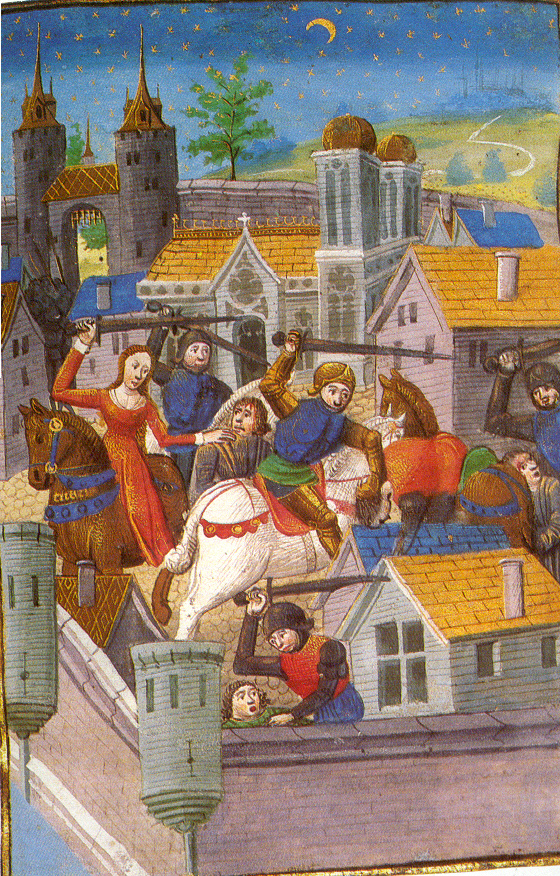
Cette peinture médiévale montre plusieurs femmes armées et montées sur des chevaux de guerre, certaines en armure, d’autres non. Aucune ne monte en amazone.

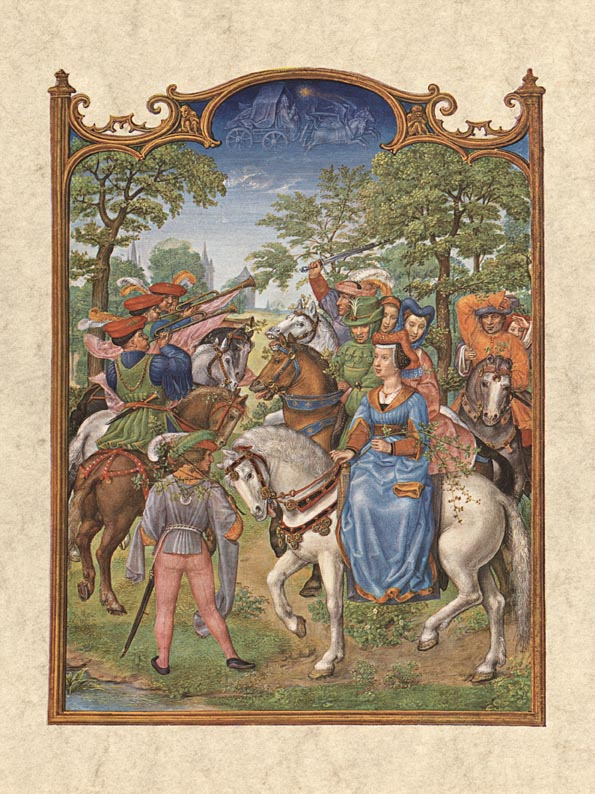
Une femme chevauchant en amazone, probablement Anne de Bohême (1366-1394) – Gerard Horenbout, XVIe siècle.

Il n’est pas rare qu’une héritière reprenne les activités de son père, principalement dans le commerce, ou que les femmes veuves reprennent les activités de leur mari. De nombreuses corporations acceptent l’adhésion des veuves afin qu’elles puissent continuer l’activité de leurs maris décédés. Certaines femmes exercent des métiers liés au cheval, des archives prouvent que des femmes travaillaient comme maréchal-ferrant ou fabricantes de matériel équestre comme les selles Dans les exploitations agricoles, les femmes travaillent souvent avec des hommes (sur leurs propres exploitations ou embauchées comme aides), ce qui leur donne parfois la responsabilité des chevaux de trait et des bœufs, ainsi que la gestion des soins à leur apporter.
Malgré les difficultés, de nombreuses femmes voyagent sur de longues distances. Les épouses de la haute société accompagnent souvent leur mari aux tournois et d'autres femmes prennent des engagements sociaux ou familiaux les poussant à voyager. Les religieuses et femmes de foi effectuent des pèlerinages. Lorsqu’elles ne vont pas à pied, les femmes voyagent en général à cheval, ou, si elles sont affaiblies ou malades, dans un chariot ou sur une litière. Après l’amélioration des systèmes de suspension des chariots, les voyages dans les calèches deviennent plus confortables. Les femmes de la noblesse possèdent parfois des chevaux de sport, avec lesquels elles accompagnent les hommes dans leurs activités comme la chasse et la fauconnerie.
La plupart des femmes médiévales montent à califourchon. Un modèle de selle avec un repose-pied est inventé vers le XIIe siècle pour permettre aux femmes de la noblesse de chevaucher tout en portant des robes élaborées, mais qui n’a pas été universellement adopté au cours du Moyen Âge. Ceci est largement dû au manque de sécurité de ce type de siège qui nécessite un bon cheval ambleur conduit par un autre cavalier. La monte en amazone n’est pas pratique pour l’équitation de tous les jours, jusqu’au développement du pommeau à fourches au XVIe siècle, qui permet aux femmes de passer leurs jambes au-dessus du pommeau et de contrôler leur propre cheval. La monte en amazone reste une activité dangereuse jusqu’à l’invention d’une nouvelle selle à fourches au XIXe siècle.
Diverses femmes prennent part à des guerres, à cheval. Jeanne d'Arc est probablement la plus célèbre des femmes guerrières médiévales, mais il y en a beaucoup d’autres, y compris Mathilde l'Emperesse qui mena une armée contre son cousin Étienne d'Angleterre, armée et caparaçonnée. Il en est de même pour l’épouse d’Étienne, Mathilde de Boulogne, au XIIe siècle. Au XVe siècle, l’écrivain Christine de Pisan conseillait aux femmes de « connaître les armes et toutes les choses relatives à la guerre, et toujours se montrer prêtes à commander des hommes, s’il y a besoin ».

## Cheval et éducation
Dans son Livre de l'ordre de chevalerie qui date de 1274-1276, Ramon Lullo recommande aux gentilshommes de faire en sorte que leurs enfants apprennent à monter à cheval dès leur plus jeune âge, ainsi qu'à soigner leur animal. Cette pratique était largement répandue si on en juge par le nombre notable de rois et de nobles qui offraient des chevaux à leurs jeunes enfants. Ainsi, le futur duc de Bourgogne, Jean sans Peur (1371-1419) reçut de son père Philippe le Hardi, un poulain à la robe blanche alors qu'il avait tout juste trois ans. Ce poulain fut remplacé par une petite mule quand il eut cinq ans, puis par un amble pour ses six ans. Son père ordonna finalement qu'on lui achète un cheval de selle à Paris.

## Traités d'hippiatrie et d'équitation
Dès le Moyen Âge, les textes anciens circulent largement comme ceux de Hiéroclès qui furent traduits en latin par Bartolomeo da Messina sous le titre de De curatione equorum au milieu du XIIIe siècle, ceux d'Eroteus dont les travaux sont inclus dans le Corpus hippocratique traduits de l'arabe par Moisé de Palerme au XIIIe siècle.
Les écrits concernant les soins et l'élevage des chevaux sont souvent insérés dans des ouvrages à caractère encyclopédique. Par exemple, Geoponica, ouvrage général sur l'agronomie, qui fut compilé à Constantinople sous le règne de l'empereur Constantin VII Porphyrogenitus au Xe siècle, traite dans le livre seize de l'élevage, des soins et de l'alimentation du cheval, de l'âne et du chameau. Il en est de même dans Liber de animalibus d'Albert le Grand (1206-1280), De rerum proprietatibus de Barthélémy l'Anglais, écrivain anglais du XIIIe siècle, et dans Ruralium Commodorum libri XII écrit en 1304 par Pietro de'Crescenzi.
Le traité d'hippiatrie et d'équitation de Giordano Ruffo di Calabra, Miles in Marestalla, écrit aux environs de 1250, connu une très large diffusion dans toute l'Europe. Il est composé de six livres, les quatre premiers livres concernent l'élevage, l'alimentation, la reproduction, l'hygiène, le débourrage et le dressage, les embouchures et les ferrures, et de la constitution physique du cheval et les deux derniers les maladies du cheval.

## Dans l'art et la littérature

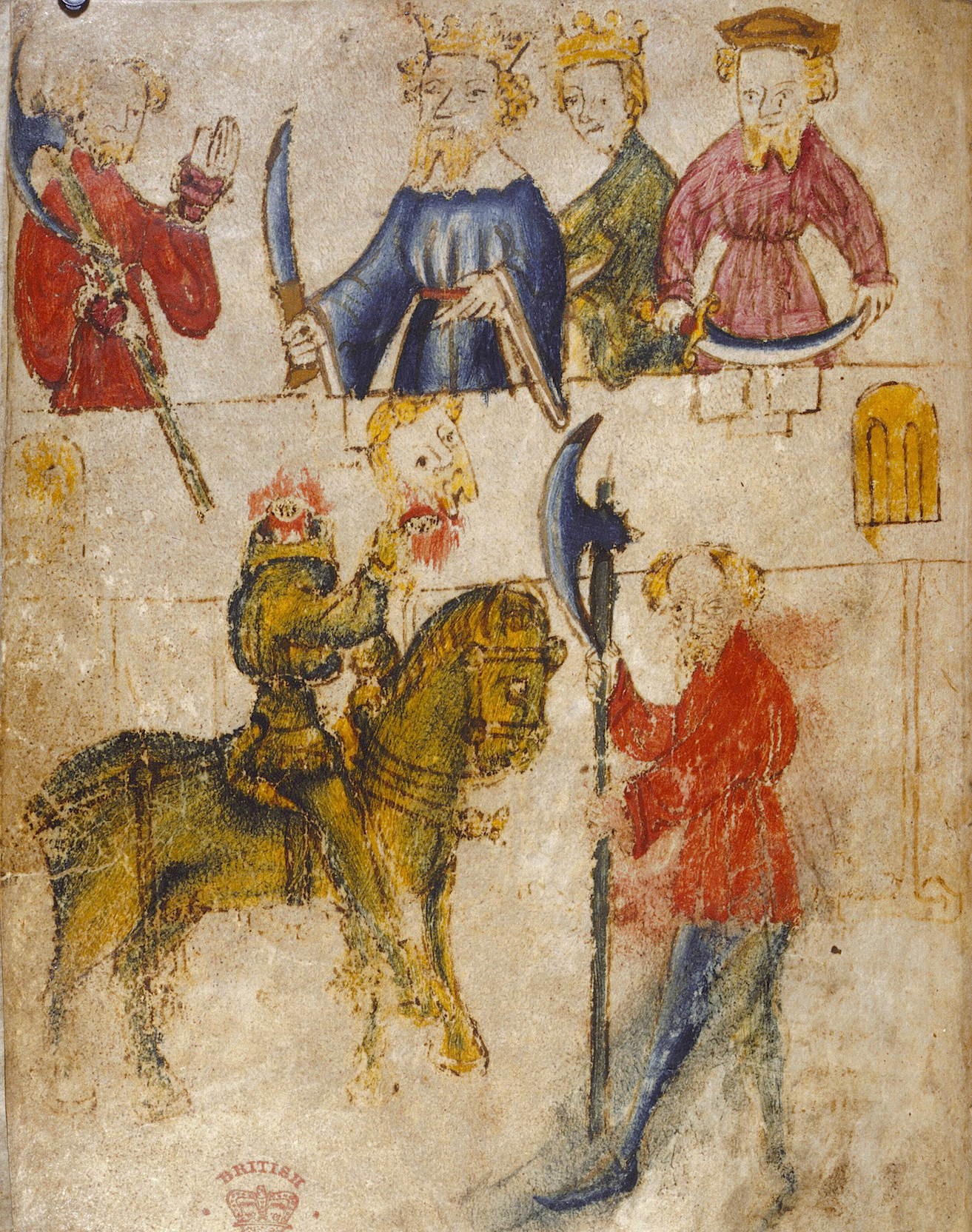
Enluminure médiévale représentant Sire Gauvain et le chevalier vert.

La littérature médiévale, et notamment la matière de France (ou cycle carolingien), les chansons de geste et la légende arthurienne ont célébré des chevaux exceptionnels, aux côtés de leurs cavaliers. Les premières œuvres de littérature médiévale valorisent pourtant peu cet animal, à l'image de Veillantif, monture de Roland le paladin, qui est beaucoup moins mis en avant que, par exemple, l'épée Durandal. Si bon nombre des chevaux de la chanson de Roland possèdent un nom, leur rôle reste relativement effacé. Cette faible valorisation du cheval dans la littérature jusqu'au XIIIe siècle est vraisemblablement due à la censure de l'Église catholique romaine, qui faisait passer le cheval pour un animal diabolique afin de lutter contre la survivance des traditions païennes sacralisant l'animal.
Dans les romans de Chrétien de Troyes, le cheval symbolise le départ en aventure : Erec, par exemple, choisit un cheval et une épée en « suivant un élan créatif qui le mène vers sa propre réalisation » et entame ainsi sa quête initiatique vers le pouvoir et la pureté.
Les troubadours mentionnent largement le cheval dans leurs compositions, parfois en lui attribuant un nom et des qualités (couleur, etc.) spécifiques. Dans les chansons de geste, il tient généralement un rôle d'animal providentiel, à l'image de Broiefort, monture d'Ogier de Danemarche. Dans la geste Huon de Bordeaux, les chevaux poursuivent le combat engagé par leur maître, et la monture d'Amauri le traître est tuée. L'animal est parfois humanisé jusqu'à se voir prêter des comportements qualifiés d'exemplaires, tels son suicide en souvenir de son maître.
Le cheval du Roman de Fauvel (également présenté comme un âne) a un rôle satirique, permettant une critique de la corruption de l'Église et du système politique au XIVe siècle.

### Le cheval et l'imaginaire littéraire médiéval

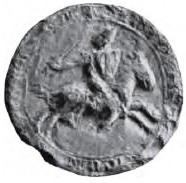
Sceau médiéval de 1291 représentant un cavalier en armes.

Quelques chevaux auxquels les textes attribuent des qualités magiques et/ou une origine surnaturelle témoignent de l'importance de l'imaginaire à l'époque médiévale. Le souvenir des chevaux de la mythologie, qui sont généralement blancs et apparaissent en jaillissant de la mer, y est présent bien que très estompé : c'est le cas dans le lai de Tydorel où un chevalier mystérieux émerge de son royaume maritime sur le dos d'une monture blanche. Bayard est l'un des chevaux fabuleux les plus célèbres, et Broiefort possède lui aussi des dons magiques. Le cheval est l'un des rares animaux qui relèvent à la fois des bêtes familières et des bêtes légendaires. Dans Perceforest, Estonné et Passelion possèdent des chevaux-fée incontrôlables car trop rapides. Le mythe du cheval ailé, très présent à d'autres époques, semble ignoré durant tout le Moyen Âge européen.
Le cheval est  davantage présenté comme un point d'ancrage dans le monde réel, par opposition à l'Autre Monde de la féerie et du merveilleux. Bien souvent, le chevalier qui pénètre dans le royaume des fées abandonne sa monture, ou doit cheminer de nuit à travers une végétation dense. Ce serait « une erreur que de vouloir entrer en faerie avec sa monture ». Par ailleurs, les Saints semblent refuser qu'on les approche à cheval, l'animal étant indissociable des aspirations mondaines.
Le cheval est omniprésent dans la légende arthurienne. Gringalet, destrier de Gauvain dont les qualités sont égales à celles de son maître, est mentionné dans plusieurs textes et dans le Lancelot en prose, le thème du don du cheval revient fréquemment. Dans la Queste del Saint-Graal, un chevalier noir chevauchant une grande bête de la même couleur émerge d'une rivière et tue la monture de Lancelot avant de s'enfuir. La figure du chevalier noir revient quand Perceval parvient à en vaincre un et à emporter sa monture, cet épisode possédant peut-être une symbolique alchimique en relation avec la couleur de l'animal.

### Arts visuels

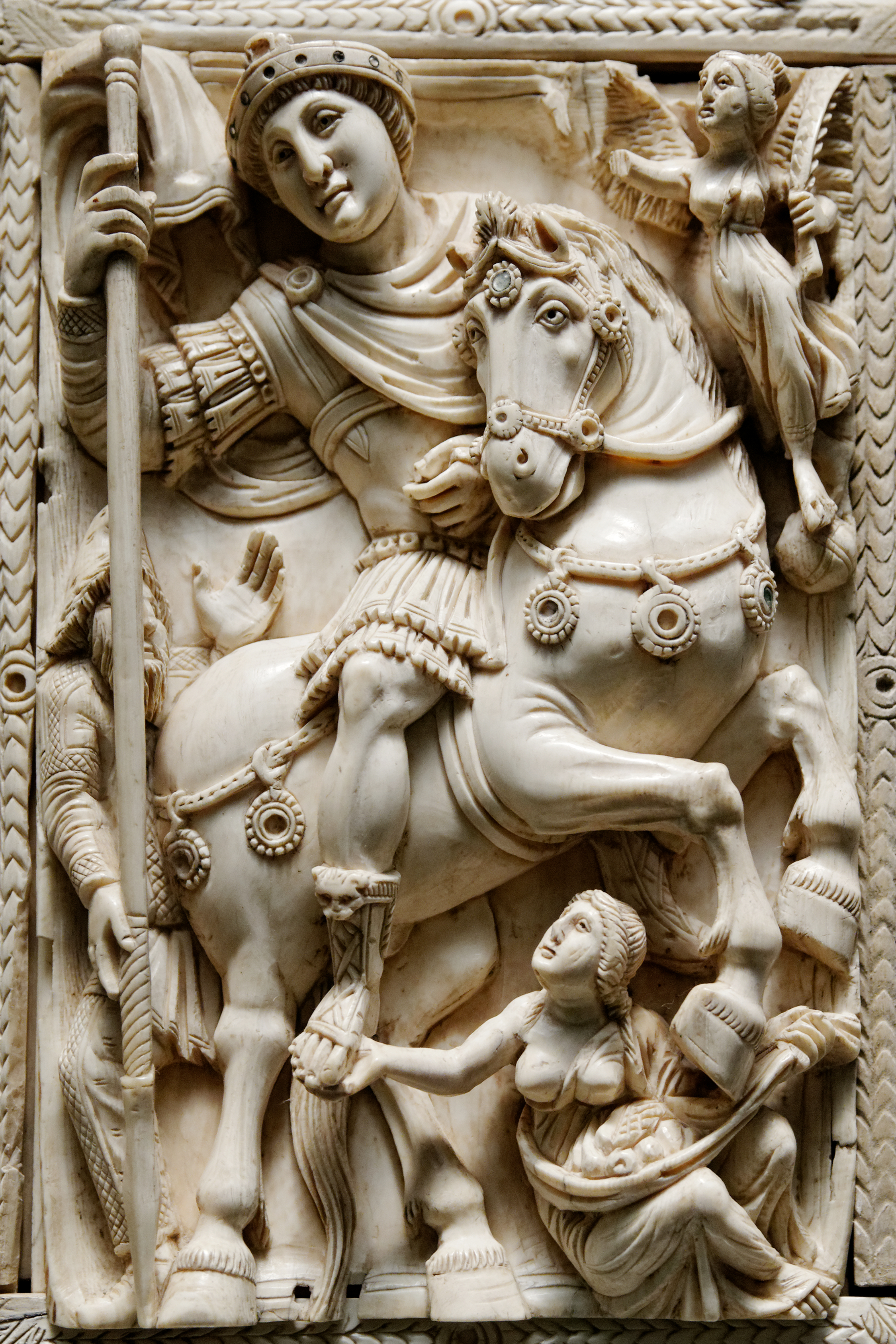
Ivoire Barberini, ivoire byzantin représentant soit Anastase Ier ou plus probablement Justinien Ier, vers 500-550. Musée du Louvre, département des arts décoratifs.

Le cheval se fait moins fréquent dans l'art chrétien et byzantin, où prédominent les thèmes religieux. L'art préroman et roman poursuit la vague artistique romaine avec des animaux imprécis de taille réduite, soumis à Dieu et serviteurs de l'homme. Ainsi, le harnachement du cheval est beaucoup plus détaillé que l'animal lui-même qui, pendant toute la période du Moyen Âge, disparait sous l'armure ou le harnais. Les artistes ont peu d'occasion de mettre le cheval en scène, sauf dans les figures de certains saints, comme Martin de Tours coupant son manteau pour le donner à un pauvre, et Georges de Lydda tuant le dragon. La prédominance de l’Église sur l'art occidental influence la représentation des chevaux jusqu'au XVIIe siècle.
Le triomphe du christianisme est à l'origine de l'archétype du preux chevalier courtois, galant et intrépide, tel que Dürer le représente en 1505 dans Le chevalier, la mort et le Diable. Absent des premiers bestiaires, qui s'intéressent surtout aux animaux inhabituels et fabuleux sans faire de distinction, le cheval est représenté sur 2,5 % à 3 % des sceaux médiévaux et Renaissance, généralement monté et très rarement nu. Les enluminures le figurent généralement de couleur blanche, sous la selle de princes ou de femmes.
Les peintres italiens de la première Renaissance, tels Paolo Uccello (1397-1475) et surtout Benozzo Gozzoli (1420–1497) ont représenté de nombreux chevaux sans doute proches par leur conformation de ceux de leur époque.

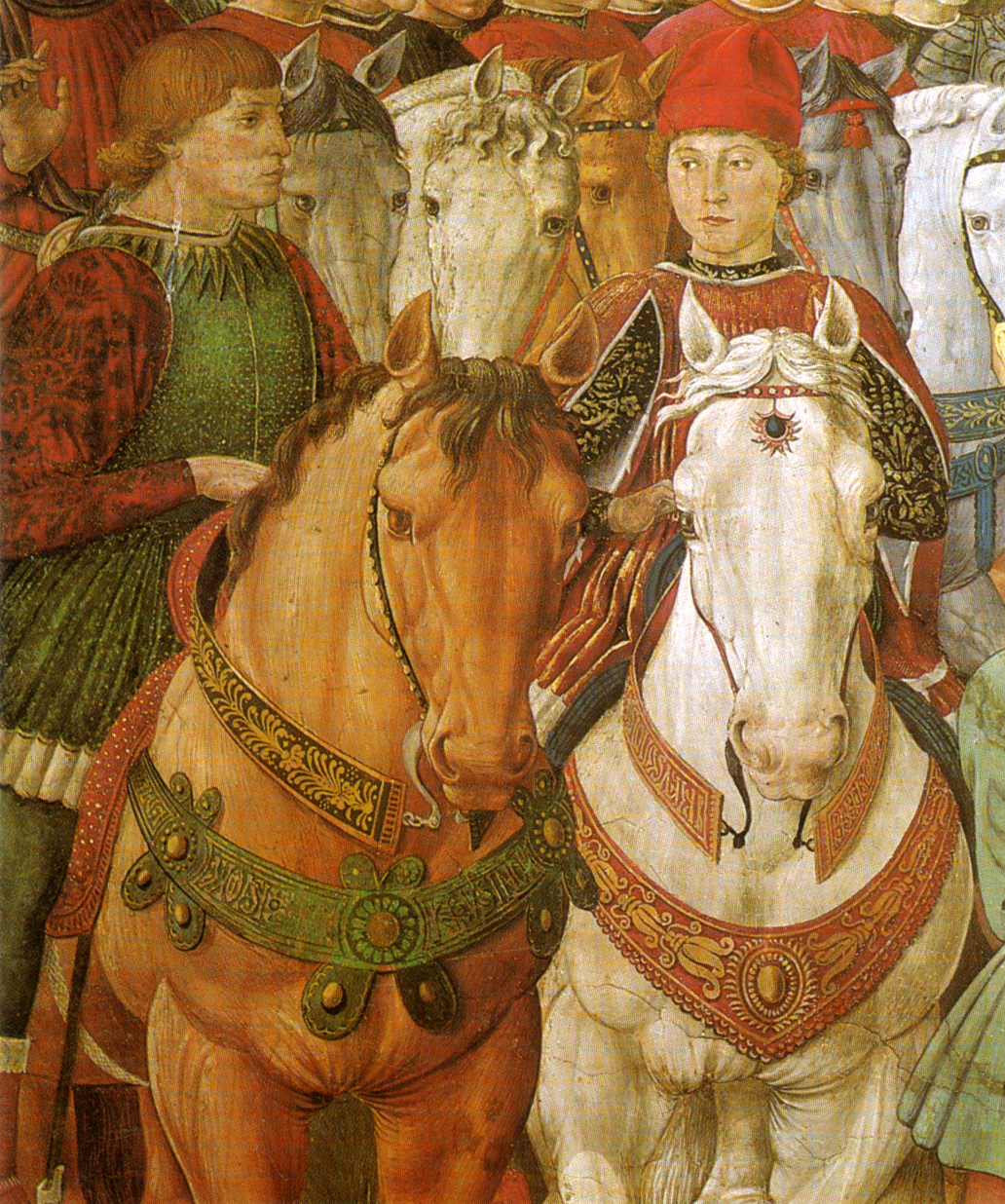
Sigismondo Malatesta et Galeazzo Maria Sforza sur la fresque de Benozzo Gozzoli, Cappella dei Magi.
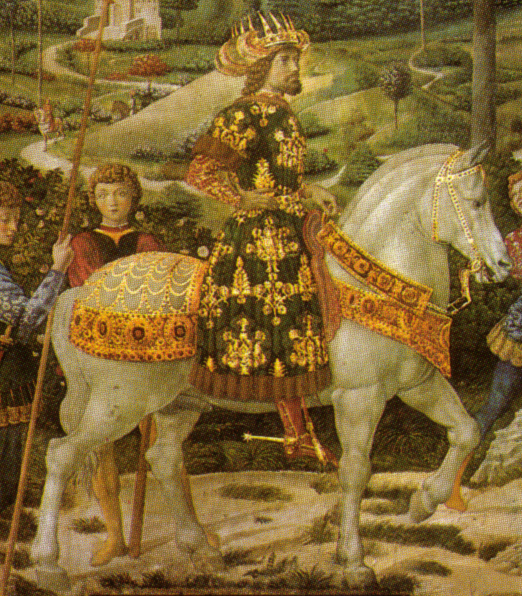
L'empereur byzantin Jean VIII Paléologue sur la fresque de Benozzo Gozzoli, Cappella dei Magi.
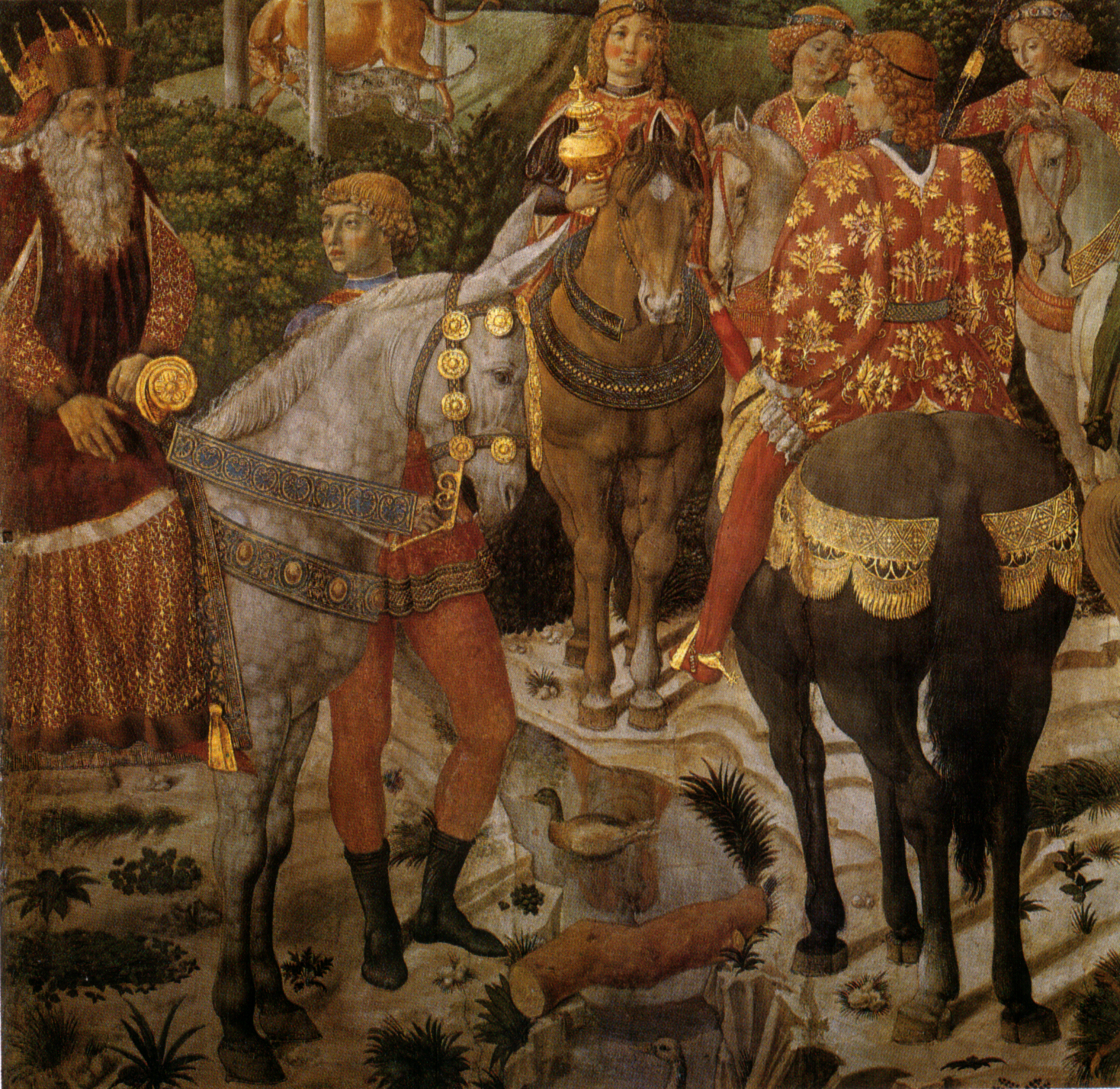
Joseph, patriarche de Constantinople sur la fresque de Benozzo Gozzoli, Cappella dei Magi.
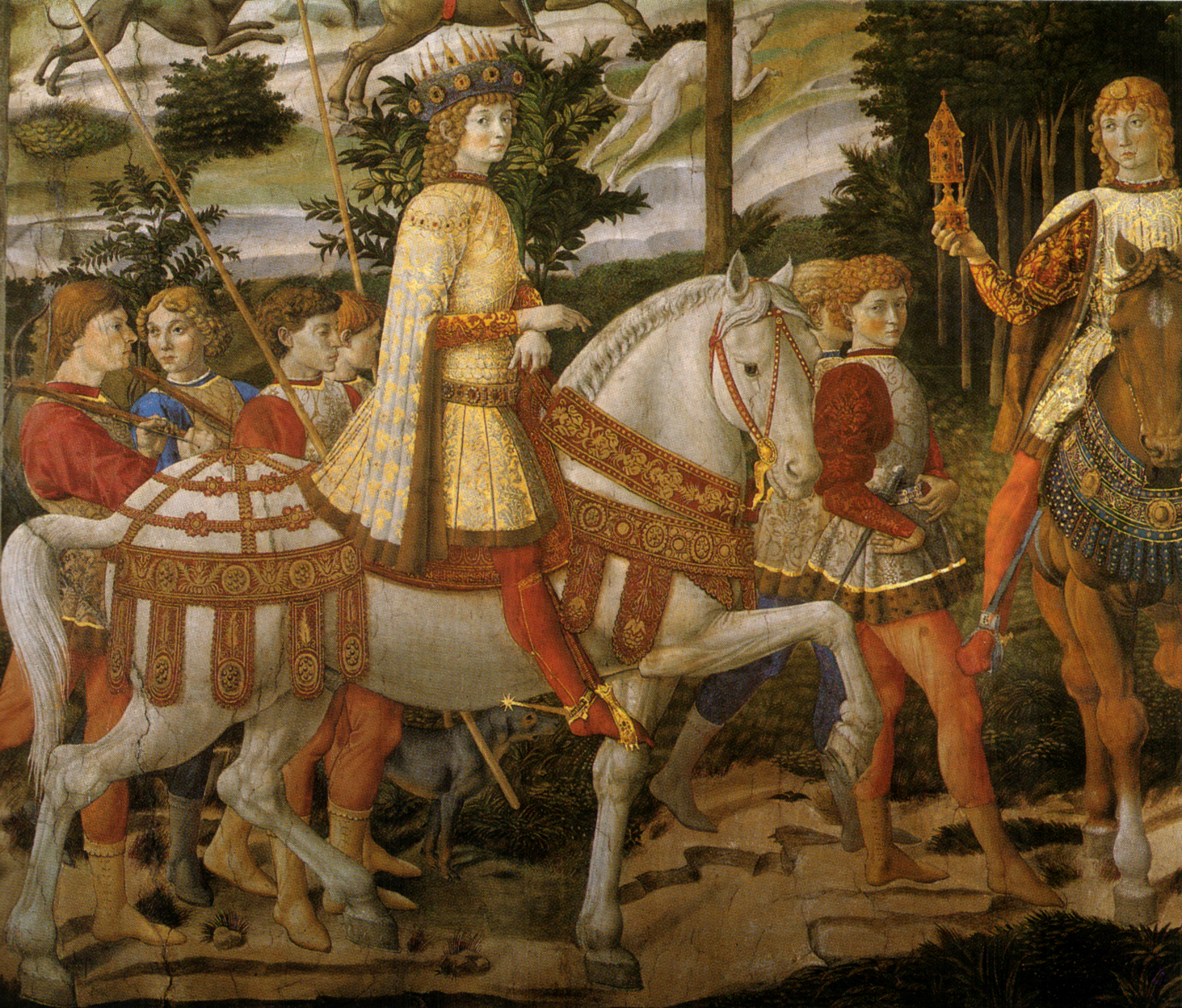
Laurent de Médicis sur la fresque de Benozzo Gozzoli, Cappella dei Magi.

Le blason de la région de Basse-Saxe, en Allemagne (De gueules à un cheval d'argent) est connu depuis les années 1360, où il était l'emblème de la Maison de Brunswick.

Le cheval est curieusement un grand absent dans l'héraldique médiévale. Depuis la naissance des armoiries, une figure sur 1500 est celle d'un cheval durant toute la période, quand le lion orne un blason sur six. Il reste extrêmement rare jusqu'au milieu du XVIe siècle. Par contre, les équipements équestres (éperon, étrier, mors, etc.) sont assez fréquents. Michel Pastoureau évoque différentes pistes quant à cette rareté. Il est possible que le cheval, animal favori des seigneurs et des rois, soit symboliquement considéré comme un être humain plutôt que comme un animal. Une autre possibilité est l'absence de jeu de mots entre « cheval » et le nom du seigneur : très peu d'entre eux portent un nom évoquant le cheval, ce qui est également une raison expliquant l'absence du faucon dans les armoiries, autre animal incontournable chez les seigneurs médiévaux.

## Croyances, rites et superstitions
Le cheval est vu de différentes façons à travers le prisme des croyances et religions. De manière générale, on note une opposition importante entre le paganisme, qui subsiste durant le haut Moyen Âge en Germanie et en Scandinavie à travers la religion nordique ancienne sacralisant cet animal, et le christianisme qui tend au contraire à le diaboliser.

### Croyances païennes

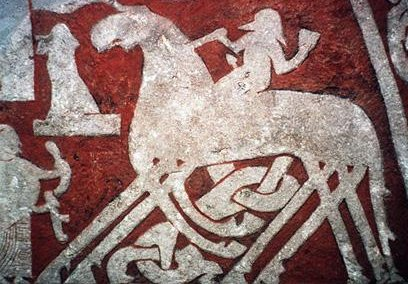
Odin et Sleipnir sur la pierre de Tjängvide.

Le cheval possède un caractère sacré dans toute la Scandinavie et la Germanie médiévale avant la christianisation, que de nombreuses sources confirment,. Des trouvailles archéologiques, notamment en Islande au Xe siècle, laissent à penser qu'il joue un rôle important dans les pratiques funéraires : animal psychopompe, il est un lien entre le monde des vivants et celui des morts. Un grand nombre de chevaux islandais sont sacrifiés et consommés lors de fêtes funéraires rituelles. Considéré comme un « double de l'homme » et une « forme des puissances » (la plupart des dieux nordique possèdent leur propre cheval, notamment Odin qui chevauche Sleipnir), il est l'un des animaux les plus importants aussi bien dans les textes fondateurs et les rites que la mentalité des germains. Les Germano-scandinaves pratiquent probablement le sacrifice du cheval blanc dans le cadre du mariage sacré, d'autres animaux sont sacrifiés lors de rituels pour apporter protection et fertilité, leur viande est ensuite consommée,. La force de cet animal vu comme génie de la fécondité se transmet ainsi à son propriétaire ou à son bourreau. L'animal incarne le cycle vital cosmique que son sacrifice régulier vise à entretenir. La consommation de viande de cheval après le sacrifice est une ancienne coutume païenne considérée avec horreur par les évangélisateurs de la Germanie, de la Scandinavie et de l'Islande. Il semblerait ainsi que la préservation et la vénération du pénis de l'animal aient été courantes jusqu'au début de la christianisation.
Le cheval est aussi, en Germanie, l'instrument de transes chamaniques et un masque lors de rituels initiatiques, un démon de la mort et un instrument de magie noire à travers ses ossements. La tête de l'animal révèle un lien étroit avec la notion de royauté.

### Croyances chrétiennes

Saint Georges, patron des chevaliers, terrasse le dragon du haut de son cheval blanc sur cette peinture de Paolo Uccello (vers 1470).

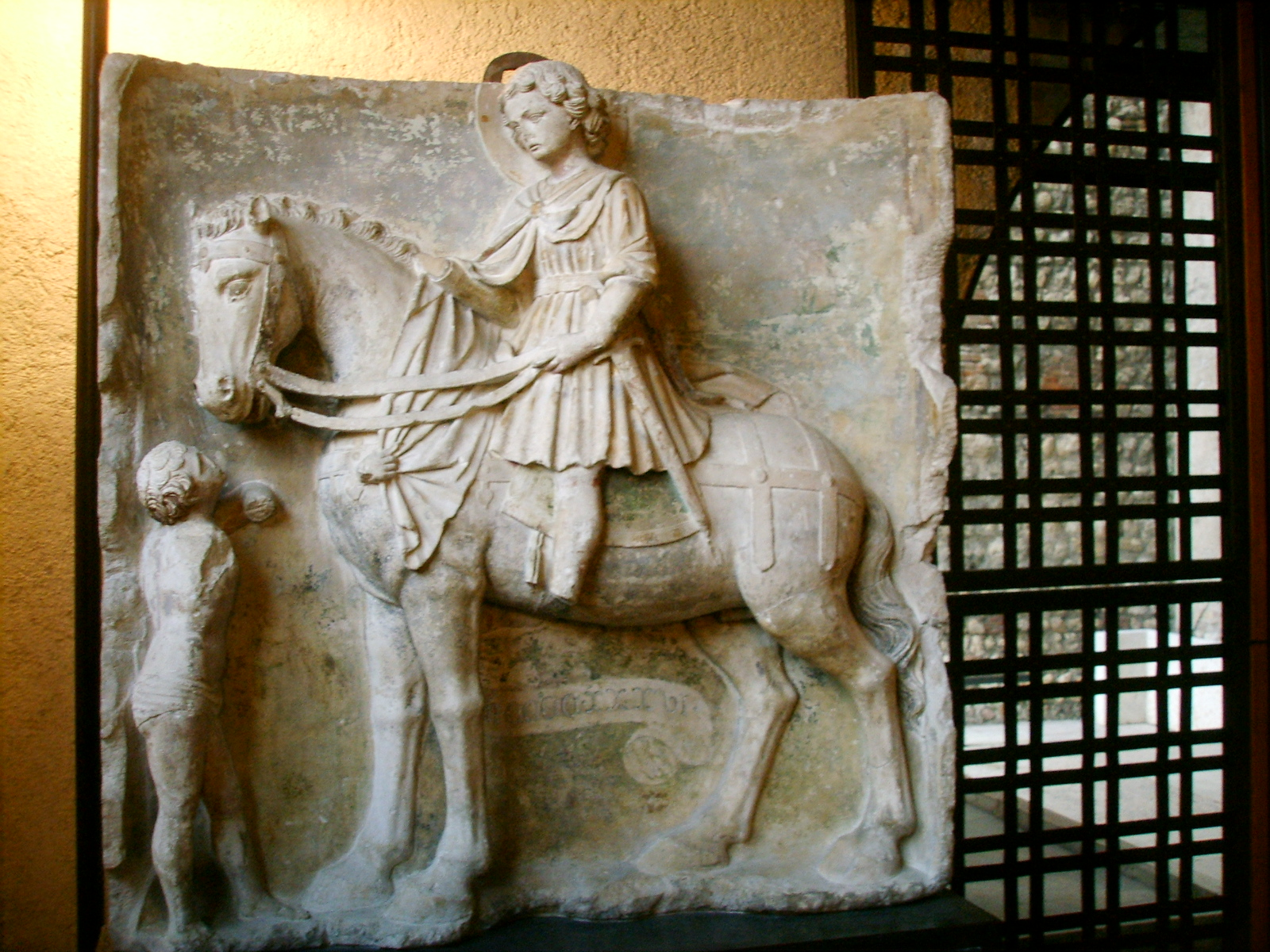
Représentation traditionnelle de saint Martin, à cheval et coupant son manteau pour le donner à un pauvre. 1436.

Lors de la christianisation de la Germanie et des pays scandinaves, tous les rites et traditions liés au cheval sont combattus afin de favoriser la conversion religieuse des peuples. L'interdiction de l'hippophagie est prononcée par le pape Grégoire III en 732, qui la dénonce comme une « pratique immonde ». L'île d'Islande est la seule qui n'ait jamais été touchée par l'interdiction papale de consommer la viande de cheval. Les rituels liés au cheval sont interdits, et l'animal éliminé hors de la sphère religieuse. Cela conduit à une modification de la symbolique du cheval chez les peuples qui pratiquaient la religion nordique, désormais associé au péché dans les prédications des clercs bien que sa valorisation reste positive dans les bestiaires mystiques. La croyance aux vertus apotropaïques et bénéfiques du cheval perdure, notamment à travers l'organothérapie, mais l'animal acquiert une image sombre et négative. Cette image demeure au fil des siècles suivants. Le cheval n'est associé à la charité ou aux Anges, et très rarement au Christ, qui a été représenté sur le dos d'un cheval blanc, mais auquel l'âne est beaucoup plus volontiers associé.
Les hommes d'Église sont réputés parmi les rares à pouvoir prendre l'ascendant sur les chevaliers et cavaliers qui commettent parfois des pillages, ainsi que sur leurs montures. Un chevalier français nommé Radulphe aurait ainsi plaisanté sur le nom d'une figure sainte, et son cheval se fit, croit-on, instantanément immoler par la colère divine. Un autre, tentant d'évincer l'évêque de Limoge, serait ensuite mortellement tombé de cheval. Associé à quelques miracles, le cheval l'est aussi à certains saints tels saint Georges (patron des chevaliers), saint Martin (représenté à cheval et coupant son manteau pour le donner à un pauvre), saint Viance et saint Éloi (patron des maréchaux-ferrants, éperonniers, maquignons, fermiers, laboureurs, etc.)
La figure du chevalier et du cavalier, perçue comme une sorte de « centaure en armes », impressionne les paysans. Quelques chroniques attribuent aux cavaliers des exploits invraisemblables, tels que le franchissement d'immenses distances en très peu de temps. Cette perception donne probablement naissance aux légendes mentionnant des cavaliers fantômes et autres chevaliers noirs. La couleur noire est connotée négativement chez l'animal, la jument noire étant traditionnellement associée au Diable : toute femme ayant commis pêché de chair avec un clerc se trouverait ainsi métamorphosée.

### Rites paysans
Le cheval est indissociable de rites dont on trouve trace dans le monde paysan médiéval. L'existence du cheval-jupon, présent dans les défilés folkloriques de très nombreuses régions depuis l'Antiquité, en témoigne. En Bretagne, les jeunes hommes prouvent leur bravoure en s'affrontant dans une grande course de chevaux jusqu'à la maison de la mariée. La Saint Jean et la Saint Éloi donnent lieu à des rassemblements de chevaux, où les bêtes sont parfois poussées à traverser des braises afin de garantir la prospérité des paysans, d'autres manifestations de profond respect du cheval à l'époque de Noël et incluant des offrandes à l'animal ont perduré jusqu'au début du XXe siècle, témoignant de l'ancienneté d'un statut d'animal fécondant. Ce statut est probablement issu des progrès agricoles réalisés grâce au cheval de trait.